# Winsen (Luhe)

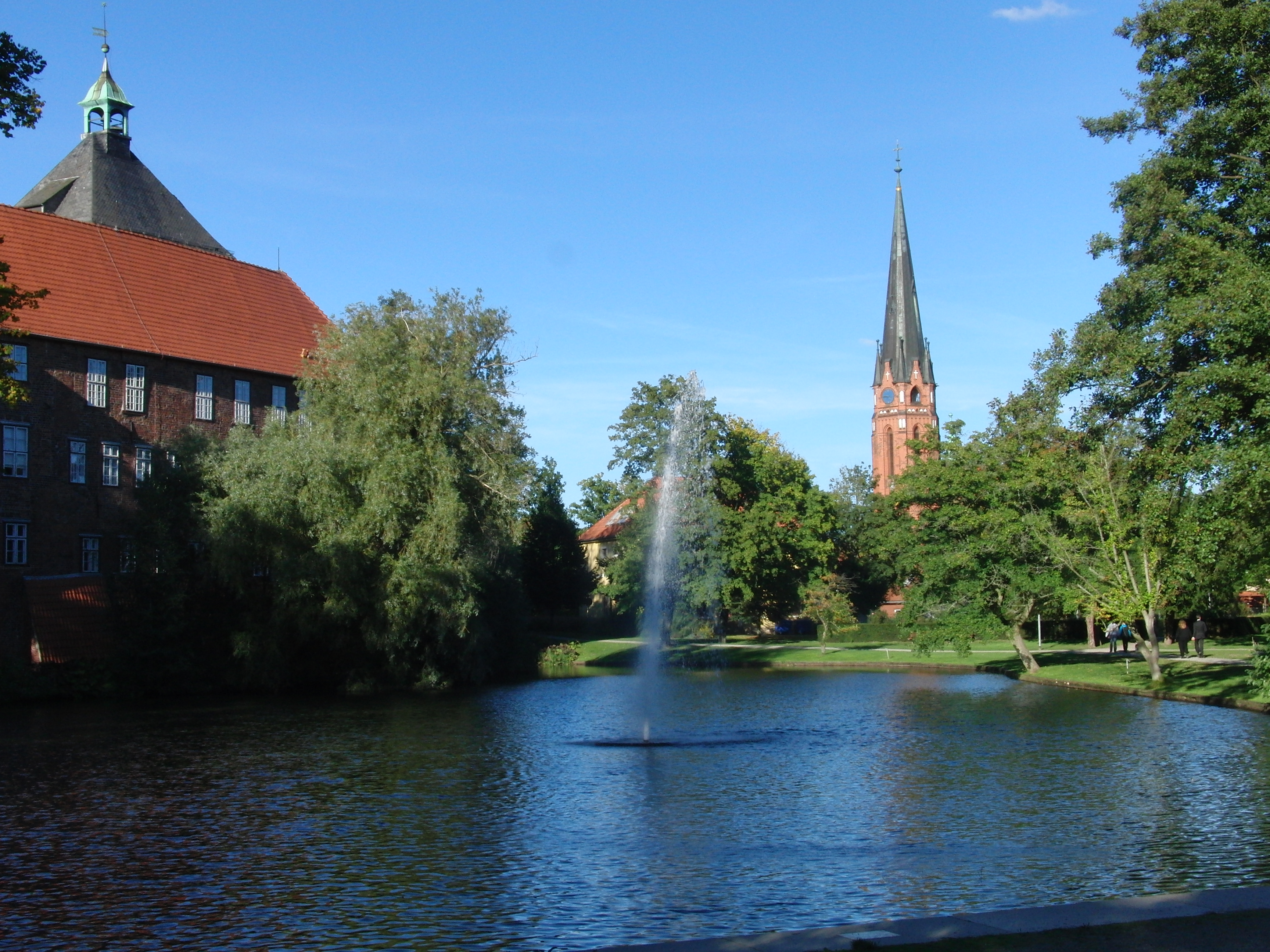
Blick auf das Schloss und die St.-Marien-Kirche in Winsen (Luhe)

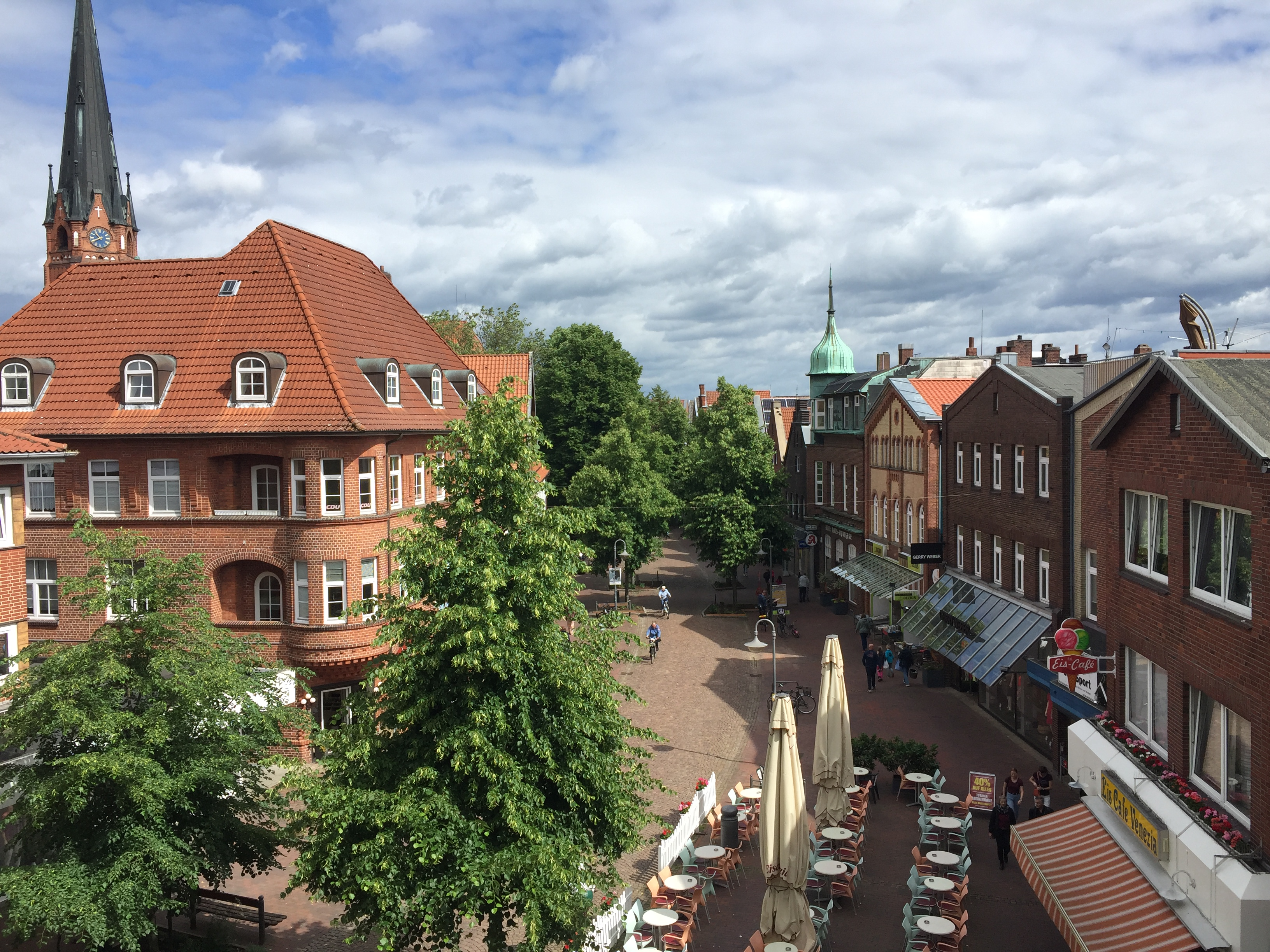
Die Winsener Rathausstraße

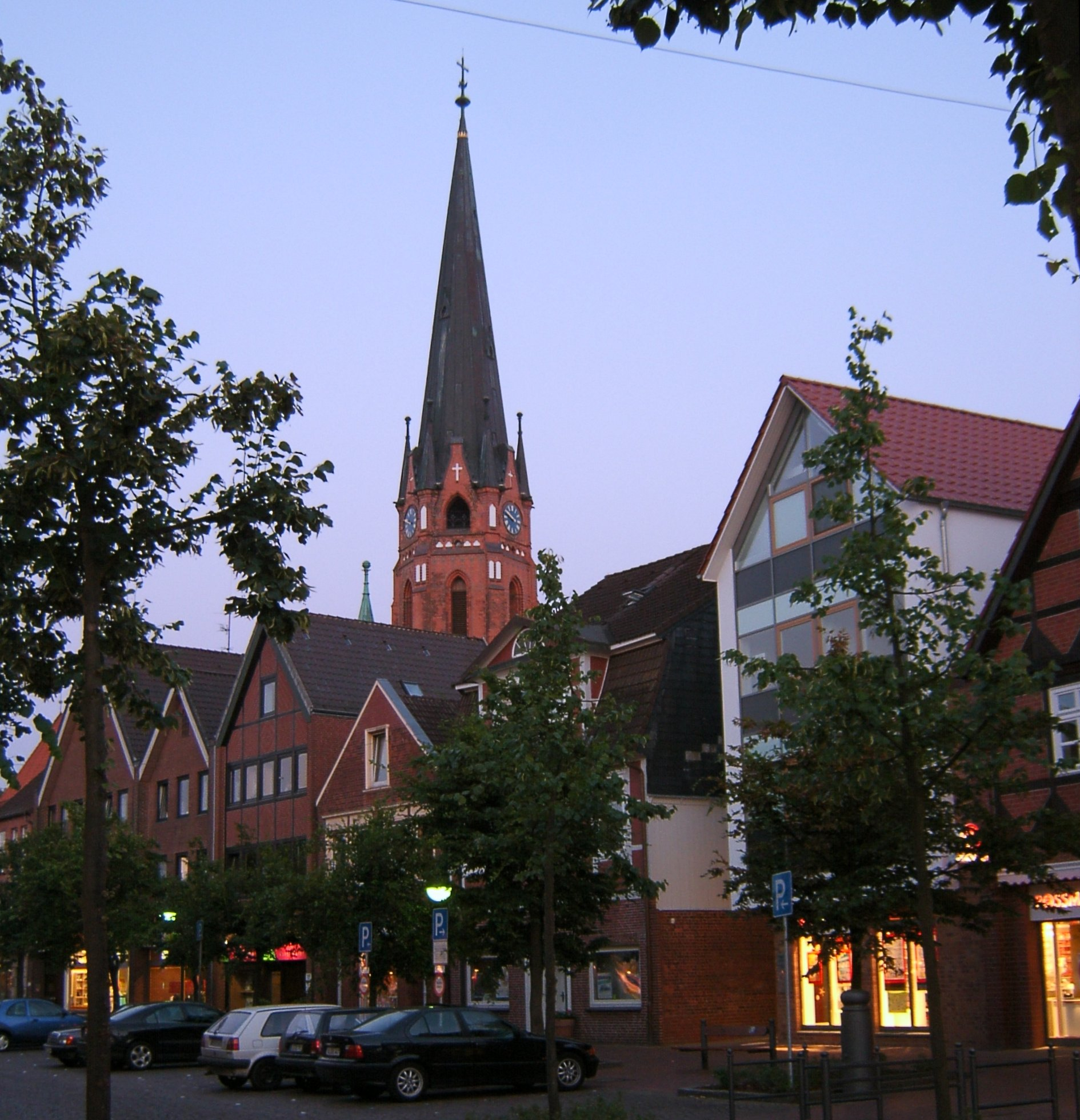
Marktstraße mit St.-Marien-Kirche

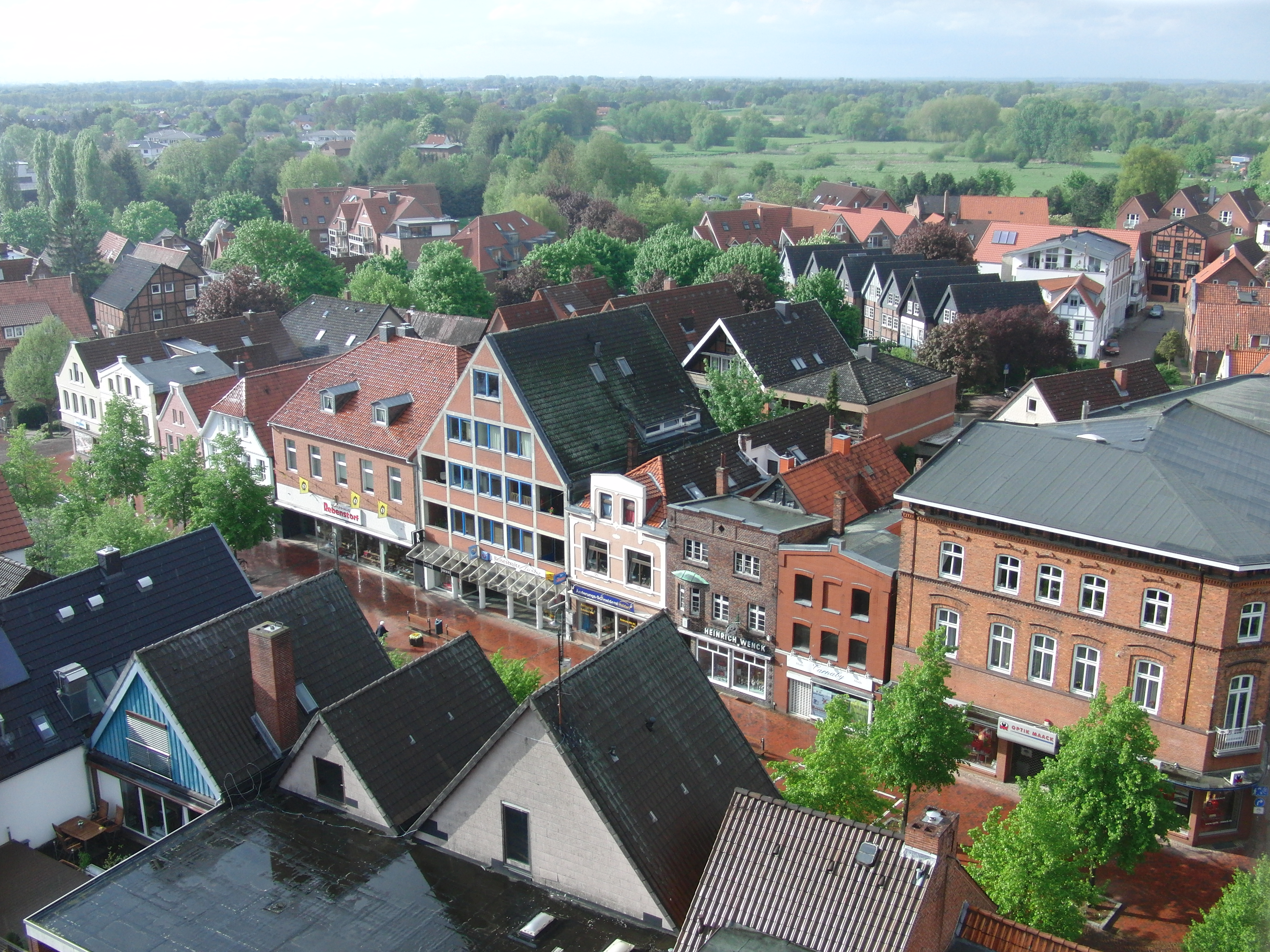
Blick vom Kirchturm der St.-Marien-Kirche auf die Marktstraße in Winsen (Luhe)

Winsen (Luhe), umgangssprachlich oft Winsen an der Luhe, ist die Kreisstadt des Landkreises Harburg in Niedersachsen und eine selbständige Gemeinde. Die Mittelstadt ist mit 36.754 Einwohnern (31. Dezember 2023) nach Seevetal und Buchholz in der Nordheide die drittgrößte Gemeinde und zugleich (nach Buchholz in der Nordheide) zweitgrößte Stadt des Landkreises und gehört zur Metropolregion Hamburg.

## Geografie

### Lage
Die Stadt befindet sich als Mittelzentrum zwischen Lüneburger Heide und dem Winsener Abschnitt der Elbmarschen am Fluss Luhe zwischen den Oberzentren Lüneburg (20 km) und Hamburg (30 km).

### Umgebung
| Hamburg 33 km   | Wentorf bei Hamburg 28 km                   | Geesthacht, Schwarzenbek 19 km, 33 km |
| Stelle 7 km     | Kompassrose, die auf Nachbargemeinden zeigt | Lauenburg 35 km                       |
| Jesteburg 24 km | Amelinghausen 30 km                         | Lüneburg 24 km                        |

### Stadtgliederung
Die Stadt Winsen (Luhe) ist eine Einheitsgemeinde und gliedert sich in die Kernstadt und 13 weitere Ortsteile: Bahlburg, Borstel, Gehrden, Hoopte, Laßrönne, Luhdorf, Pattensen, Rottorf, Roydorf, Sangenstedt, Scharmbeck, Stöckte und Tönnhausen. Des Weiteren gehören zu Winsen die Ortsteile Grevelau, Habichtshorst und Nettelberg sowie die Gehöfte Eggerslust und Haue. Durch eine Gebietsreform 1972 wurden die 13 bisher selbständigen Gemeinden nach Winsen (Luhe) eingemeindet und bilden heute Ortsteile der Stadt mit jeweils eigenem Ortsvorsteher, die vom Rat der Stadt Winsen (Luhe) auf Vorschlag der im jeweiligen Ortsteil bei der Kommunalwahl stärksten Partei für fünf Jahre bestellt werden.

### Klima
Winsen liegt in einer Übergangszone zwischen dem maritim beeinflussten und dem kontinental geprägten Klimabereich. Das Wetter wird durch Luftmassen des Kontinents (Norddeutsche Tiefebene) geprägt.
| Das Klima (Jahresmittelwerte) | Das Klima (Jahresmittelwerte)      | Das Klima (Jahresmittelwerte) |
| Aspekt                        | Zeitraum                           | Werte                         |
| ----------------------------- | ---------------------------------- | ----------------------------- |
| Sonnenscheindauer             | im Mai und Juni im Jahresmittel    | 7,3 h / Tag 4,3 h / Tag       |
| Tageshöchsttemperatur         | im Juli und August im Jahresmittel | 22,5 °C ~13 °C                |
| Niederschlag                  | im Jahresmittel                    | 63 l / Monat                  |

## Geschichte

### Frühgeschichte und Mittelalter
Die Luhe schuf die Voraussetzung für eine Besiedelung. Sie erreichte an dieser Stelle das Urstromtal der Elbe, die mitgeführten Stoffe des Flusses lagerten sich zu einem Schwemmlandfächer, der sich im Laufe der Zeit um einige Meter aus dem Elbtal hob. Wann die ersten Menschen sich ansiedelten, ist nicht bekannt. Durch diese Aufschüttung entstand ein idealer Naturhafen und wurde ein optimaler Umschlagplatz vom Wagen zum Schiff und umgekehrt, da er bei Hoch- und Niedrigwasser genutzt werden konnte. Der Hafen Winsen erstreckte sich vom heutigen Standort der Wassermühle im Süden bis zur Luhebrücke, die die Markt- und Deichstraße miteinander verbindet, im Norden. Er gewann im 12. Jahrhundert durch die Zerstörung und Wegfall des Handelsplatzes Bardowicks 1189 an Bedeutung. Der Hafen war im 14. Jahrhundert vor allem für die Holz- und Getreideausfuhr wichtig und trug wesentlich zum Aufstieg Winsens zur Stadt bei. Die Bedeutung des Schiffsverkehrs zwischen Winsen und Hamburg ist durch viele Urkunden belegt und nahm erst im 19. Jahrhundert mit dem Aufkommen der Dampfschifffahrt und den neuen Anlegestellen an der Elbe ab. Um 1830 begann man, das Hafenbecken zuzuschütten, so dass vom Hafen heute nur noch der Abfluss der Wassermühle, im Volksmund „Mühlenluhe“ genannt, vorhanden ist.
An einem Übergang der Luhe entstand eine Burg, die 1315 in einer Urkunde explizit erwähnt wird. Eine Beurkundung aus dem Jahr 1277 legt nahe, dass das Schloss bereits zu diesem Zeitpunkt existiert hat. Das Schloss war ursprünglich vor allem zum Schutz des Hafenbetriebs gedacht.
Am 21. Mai 1158, unter der Regentschaft des Welfen Heinrich der Löwe, wurde Winsen erstmals in einer Urkunde des Bistums Verden erwähnt, das den Zehnten an jenes Stift abführen müsse. Der Bischof Hermann von Verden regelte in dieser Urkunde die Streitigkeiten der Stiftsherren in Bardowick. Die Urkunde ist nur in einer späteren Abschrift erhalten geblieben. Bei der Abschrift wurde wahrscheinlich der ursprüngliche Ortsname Winhusen durch Winsen ersetzt. Zur Zeit der Stadtwerdung hieß der Ort Winhusen, später entstand daraus verkürzt Winsen. In der Vergangenheit haben verschiedene Autoren unterschiedliche Deutungen vorgeschlagen. Doch die urkundlich belegbaren geographischen Gegebenheiten Winsens und eine grammatikalisch korrekte Wortbildung des Ortsnamens Winhusen lassen folgenden Schluss zu: Der zweite Namensbestandteil im Ortsnamen „husen“ deutet auf Häuser hin. Der erste Namensbestandteil, das sog. Bestimmungswort in Ortsnamen erscheint in den meisten Fällen im Genitiv und ist oft der Personenname oder der Hof eines Adeligen, der mit der Ortsgründung in Verbindung gebracht wird. Gelegentlich beschreibt er auch Besonderheiten des Ortes. Beim ersten Namensbestandteil „Win“ handelt es sich wahrscheinlich um eine alte deutsche, verkürzte genitivische Endung, im Nominativ „Wi“ genauso auch „Vi“, was im Mittelniederdeutschen Sumpf, Bruch oder Teich bedeutet. In mittelalterlichen Urkunden sind vier Sümpfe oder Brüche rund um die Stadt namentlich belegt. Daher ist die Deutung des Ortsnamens Winhusen mit Häuser an den Sümpfen (oder Brüchen) zurzeit die wahrscheinlichste.
Im Stadtkern Winsens unterhielt die Gemeinde St.-Gertrud in Pattensen eine Filialkirche. 1233 erwarben Helena von Lüneburg und ihr Sohn Otto I. im Tauschwege das Patronat über die Kirche Winhusen. Dadurch kam es zur Abkoppelung von der Mutterkirche Pattensen und die Winsener Kirche wurde eine selbständige Pfarrkirche. Mit der Ernennung Ottos zum Herzog von Braunschweig-Lüneburg 1235 lag das Kirchenpatronat fortan bei dem Herzog von Braunschweig-Lüneburg.
Zu Beginn des Lüneburger Erbfolgekrieges war Herzog Magnus II. 1371 gezwungen, die Großvogtei Lüneburg nach Winsen zu verlegen. Das Winsener Schloss diente fortan als Großvogtei Winsen und verwaltete die welfischen Güter im Nordteil des Fürstentums Lüneburg, das ein Teilfürstentum des Herzogtums Braunschweig-Lüneburg war.

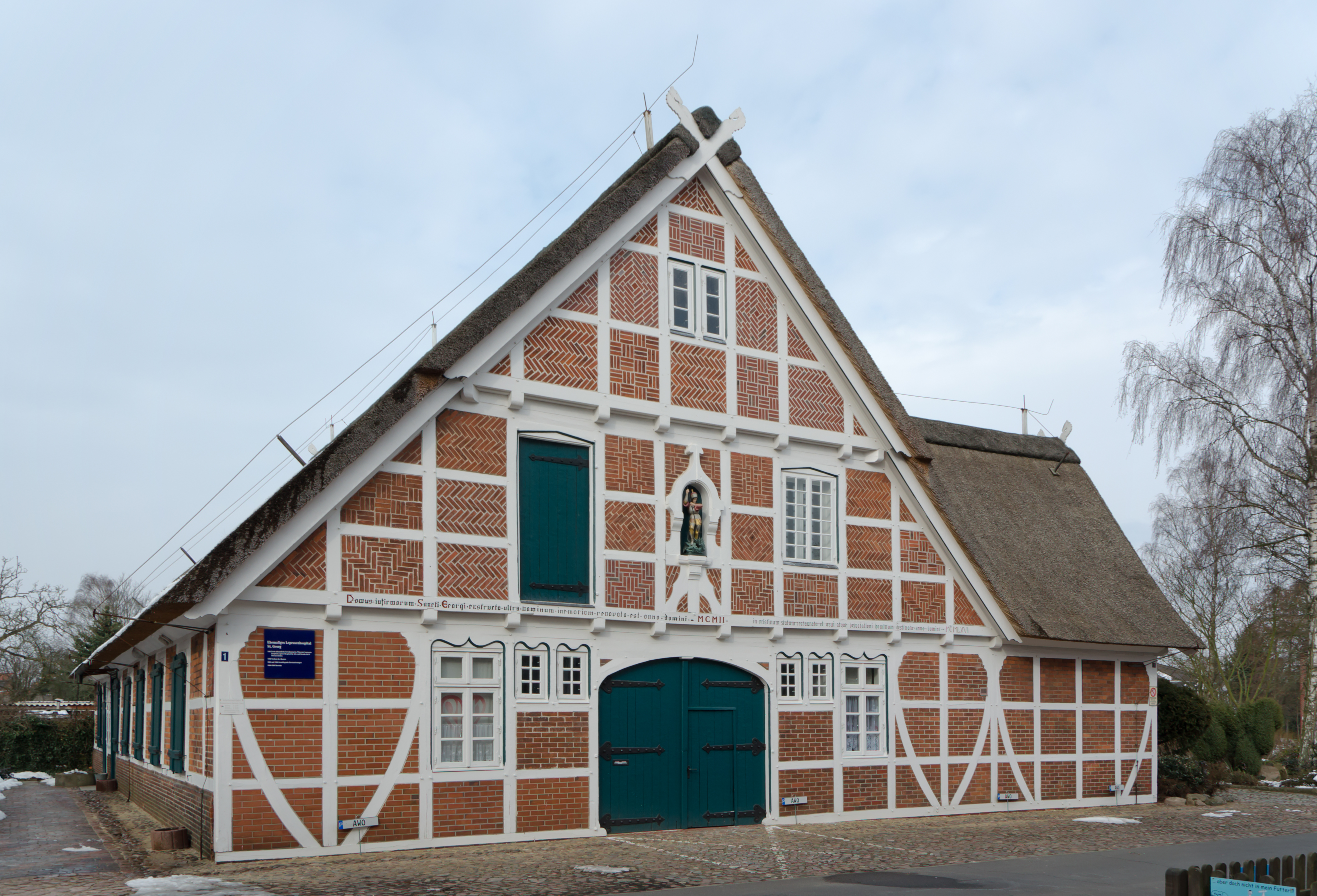
Ehemaliges Leprosenhospital St. Georg

1392 wurde Winsen Mitglied der Sate, einem Herrschaftsvertrag zwischen den Landesherren und den Landesständen des Fürstentums Lüneburg. Allerdings wurde Winsen 1396 gezwungen die Sate wieder verlassen, wobei wichtige Rechte aus dem Vertragswerk, insbesondere die von Lüneburg erworbenen Vorrechte, weiterhin in Kraft blieben, was die Entwicklungsmöglichkeiten Winsens zugunsten Lüneburgs stark beschränkte.
1401 wird erstmals das Leprosen-Hospital St. Georg erwähnt, das sich damals außerhalb der Stadt befand.
Im 14. und 15. Jahrhundert wurde das Schloss samt den dazugehörigen Ländereien durch die Herzöge mehrfach verpfändet. So gehörte es 1374 bis 1389 dem Rat der Stadt Lüneburg, ging 1396 an Hamburg und Lübeck, war von 1434 mit Unterbrechungen wieder im Besitz von Lüneburg und ging von 1493 bis 1523 an die Kurfürsten von Sachsen. 1415 wird erstmals eine Winsener Schule urkundlich erwähnt. Sie war eine Einrichtung der Kirche.

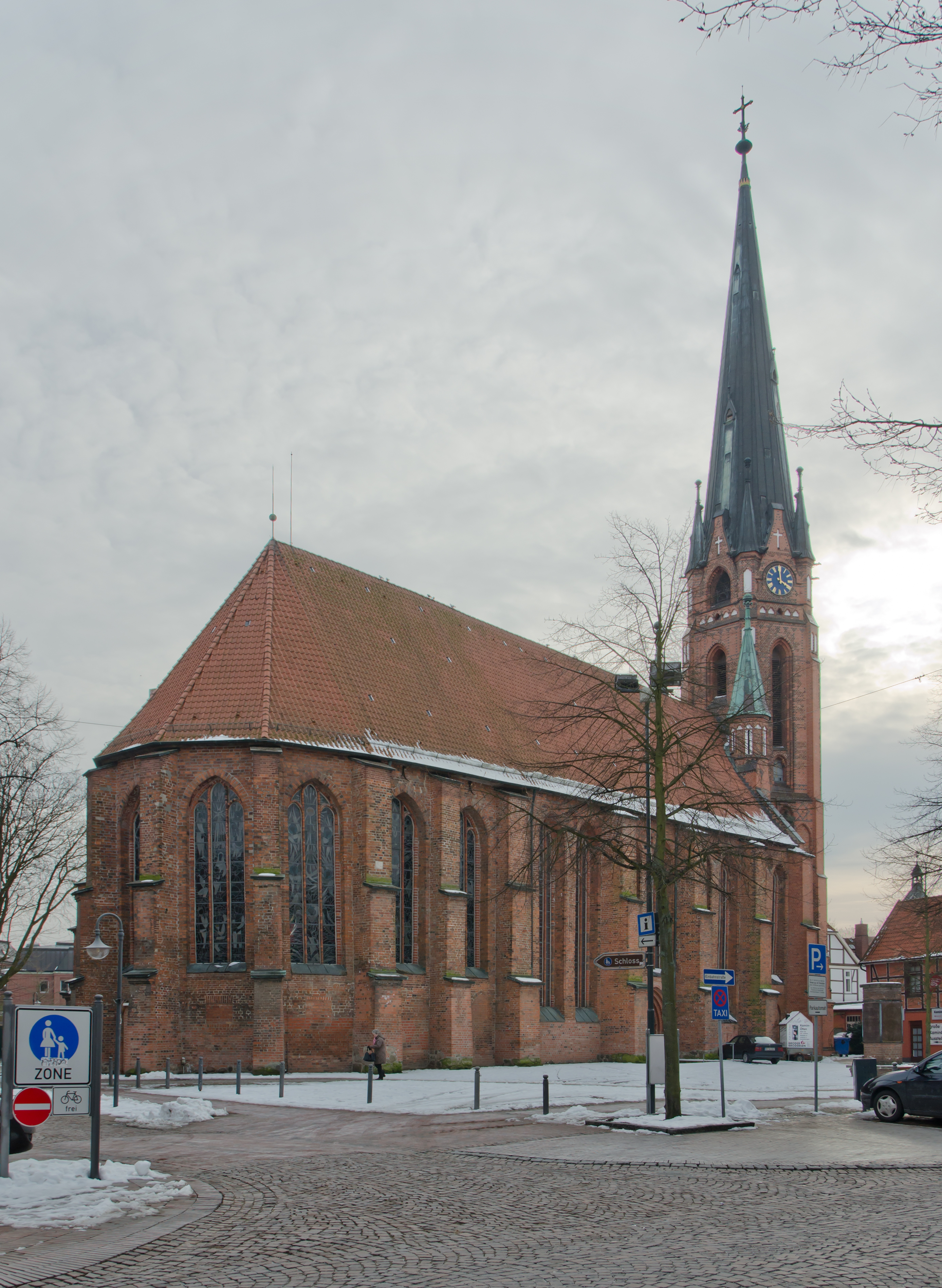
St.-Marien-Kirche der Evangelisch-lutherischen Landeskirche Hannovers

Anfang des 15. Jahrhunderts wurde die gotische St.-Marien-Kirche als Nachfolgebau der 1233 genannten Kirche am selben Standort gebaut. Diese Kirche hatte allerdings keinen Bezug zur Terminei und dem Kloster. Die Terminei entstand 1348 durch die Lüneburger Franziskaner-Konventualen als Außenstelle zum Sammeln von Almosen in Winsen. Seit 1477 bestand auf der Luheinsel ein Konvent der Franziskaner-Observanten, die zur Sächsischen Franziskanerprovinz (Saxonia) gehörten. Diese beiden Ordensrichtungen hatten allerdings keinen Bezug zueinander.

### Reformation und Dreißigjähriger Krieg
Herzog Ernst ‚der Bekenner‘ von Braunschweig-Lüneburg führte auf Druck der Stadtbevölkerung 1526 die Reformation ein. Im Jahr 1528 vernichtete ein Großbrand alle Gebäude bis auf das Schloss, die Kirche und das Kloster. Da die Franziskanermönche trotz, durch den Stadtbrand entstandene schwere Not, nicht auf das Betteln verzichten wollten, mussten sie das Kloster verlassen und wurden vom Herzog aus der Stadt verwiesen. Im Jahr 1585 zerstörte erneut ein Brand zwei Drittel der Stadt. Nach diesem Stadtbrand wurde der Adelshof der lüneburgischen Adelsfamilie Haselhorst, ein adeliges weltliches Lehen der welfischen Herzöge, aufgesiedelt und mit Bürgerhäusern bebaut. Johann Haselhorst war ab 1529 Verwalter des Klosters Lüne und seit 1532 auch Amtshauptmann von Winsen und fürstlicher Rat und Vertrauter Ernst des Bekenners. Der Haselhorsthof war ursprünglich ein fürstliches Vorwerk, das schon 1438 erwähnt wird und befand sich von 1543 bis zu seinem Tode 1549 in dem Besitz von Johann Haselhorst. Die Straße heißt noch heute „Haselhorsthof“. Die Reste dieses Adelshofes, später „Brauhof“ genannt, wurden 1972 abgerissen. Ein weiteres fürstliches Vorwerk wird urkundlich 1585 erwähnt. Dieses lag in der Nähe des heutigen Finanzamtes und war mit Gräben umgeben. Zwar wurde dieses Vorwerk 1624/25 aufgehoben, dennoch existierte es aber in anderer Form weiter. Auf dem Stadtplan von 1785 ist diese Anlage noch vorhanden.
Von 1593 bis 1617 wurde das Schloss Winsen durch Dorothea von Braunschweig-Lüneburg, der Witwe Wilhelm des Jüngeren als Alterssitz bewohnt. Sie ließ den Umbau der Schlosskapelle im einzig erhaltenen Turm des Schlosses vornehmen. Zu Beginn des 17. Jahrhunderts war das Schloss Winsen Schauplatz mehrerer Hexenprozesse.

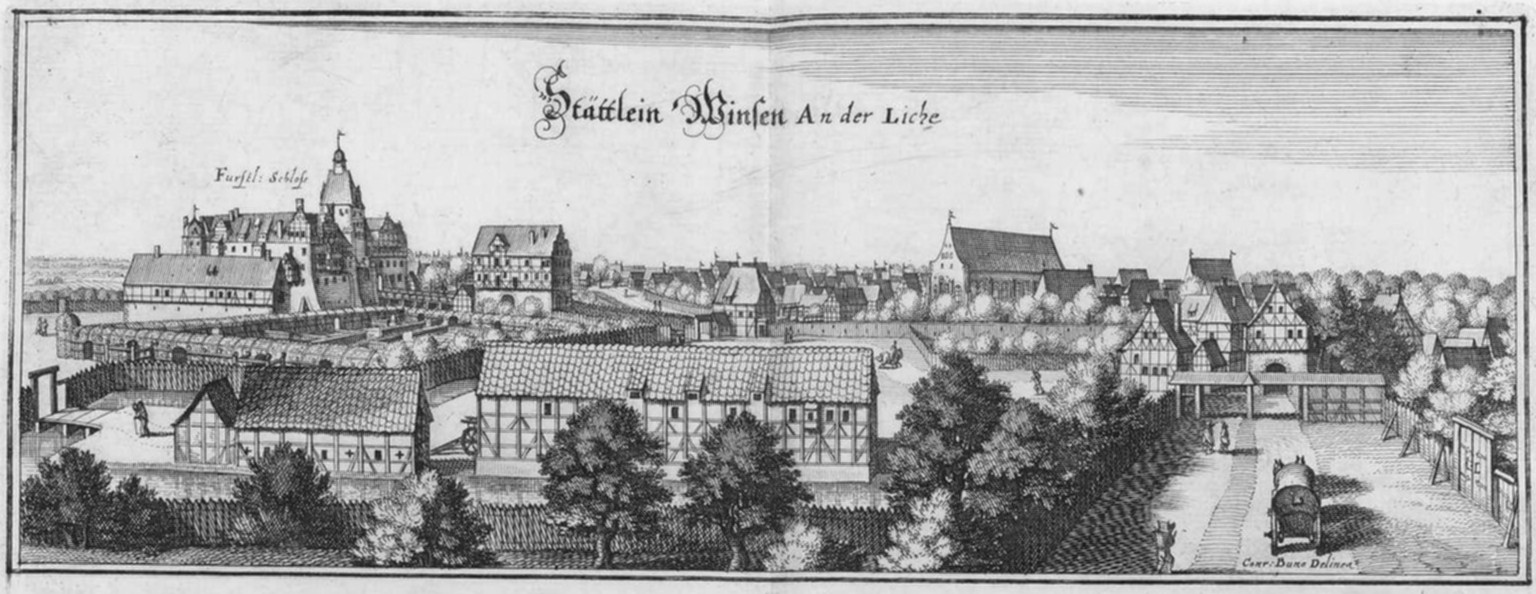
Winsen um 1650

Herzog Christian der Ältere gründete 1619 in Winsen eine Münzstätte. Diese hat sich wohl in der unmittelbaren Nähe der Wassermühle befunden und bestand bis 1626. Im Zuge des Dreißigjährigen Krieges wurden die Befestigungsanlagen des Schlosses verstärkt. Seit April 1627 gab es in Winsen eine kaiserliche Besatzung von etwa 100 Mann. Im selben Jahr drangen die auf lutherischer Seite kämpfenden Dänen kurzzeitig in die Stadt ein, plünderten diese und setzten etwa 25 Häuser in Brand. Das Schloss mit den lüneburgischen Soldaten wurde dabei nicht angegriffen. Nach dem Gefecht am Pinneberger Schloss im September 1627 wurde der verletzte Johann t’Serclaes von Tilly auf Befehl von Christian dem Älteren in das Schloss Winsen gebracht, um seine Verletzungen auszukurieren. Später folgten die Schweden und drängten die kaiserlichen Truppen zurück. Nach dem Dreißigjährigen Krieg wurde das Schloss nur noch als Sitz der Amtmänner genutzt und ab 1882 durch preußische Landräte verwaltet.
Nach dem sogenannten Kalkberg-Abkommen 1637 sollte die Stadt vom Militär geräumt und die Befestigungsanlagen abgebaut werden. Dies geschah allerdings nicht im vollen Umfang. Drei Stadtgräben mit den dazwischen liegenden Wällen blieben erhalten und waren nach wie vor für den zivilen Verkehr unpassierbar. Die Stadttore wurden erst 1827 abgerissen und die Kontrollen an der Stadtgrenze entfielen. Die erste Bebauung über die alten Stadtgrenzen hinaus gab es erst um 1830, als zuerst der Kranwall allmählich bebaut wurde. Die Menschen lebten in niedrigen Häusern, die dicht an dicht mit dem Giebel zur Straße standen. Brände verwüsteten wiederholt große Teile des Ortes. Es gab Handwerksbetriebe, Schiffs- und Fuhrleute schlossen sich in Ämtern zusammen, Krüge und Herbergen lebten vom Durchgangsverkehr.

### Neuzeit und Industrialisierung
Während des Siebenjährigen Krieges wurde Winsen 1757 von französischen Truppen besetzt.
1792 wurde in der Marktstraße der berühmteste Sohn der Stadt, Johann Peter Eckermann, geboren. Nachdem er seine Kinder- und Jugendjahre in seiner Heimatstadt verbracht hatte, gelangte er über mehrere Stationen 1823 nach Weimar als Mitarbeiter und Vertrauter von Goethe. Hier erlebte er die letzten neun Lebensjahre Goethes als „strahlender Schatten“ und gewann seinen festen Platz in der Literaturgeschichte durch seine „Gespräche mit Goethe“ und seinen treuen Dienst für den Dichterfürsten über dessen Tod hinaus. Als Ehrung wurde 1939 die Schulstraße in Eckermannstraße umbenannt. Jährlich zum Geburtstag Eckermanns legen Schüler der Johann-Peter-Eckermann-Realschule am 21. September vor dem Denkmal ihres Namenspatrons einen aus Heide gebundenen Kranz nieder. Der Kulturverein Winsen (Luhe) e. V. sorgt für die Pflege von Eckermanns Grab auf dem Historischen Friedhof in Weimar.
1810 gehörte Winsen für vier Monate zum Distrikt Harburg des französischen Departements der Nieder-Elbe des Königreich Westphalen. Von 1811 bis 1814 gehörte Winsen zum Distrikt Lunebourg des Département des Bouches de l’Elbe des ersten französischen Kaiserreichs in Deutschland. Nach dem Wiener Kongress 1814 gehörte Winsen zum Königreich Hannover.

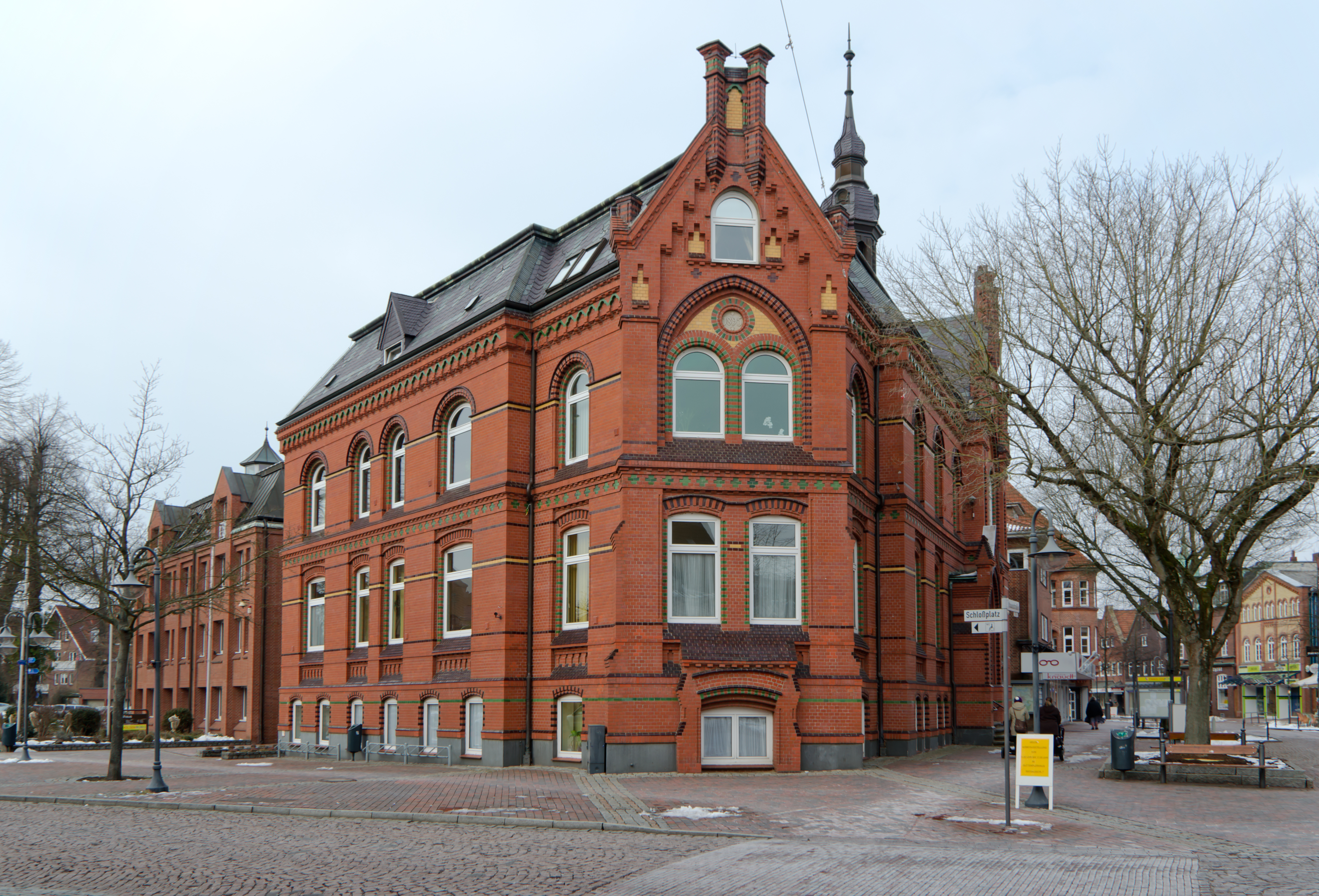
Rathaus von Winsen

1827 wurden die Stadttore abgebrochen und die Kontrollen an der Stadtgrenze entfielen. Um 1830 gab es die erste Bebauung außerhalb der alten Stadtgrenzen als zuerst der Kranwall schrittweise bebaut wurde. 1847 wurde Winsen an das Eisenbahnnetz angeschlossen (Bahnstrecke Hannover–Hamburg).
Der Komponist Johannes Brahms verbrachte ab 1847 mehrere Erholungsaufenthalte im Hause des Papiermachers Adolph Heinrich Giesemann in der Deichstraße. Von Winsen aus begann Brahms 1853 seine erste Konzerttournee.
1852 zog das Amtsgericht in die Räume des Schlosses. Mit der Einführung der Gewerbefreiheit durch die preußische Regierung durfte 1868 der Buchdrucker Ferdinand Endermann erstmals in Winsen eine Zeitung, das „Wochen-Blatt für Stadt und Amt Winsen an der Luhe und Elbe“ herausgeben. Der Buchdrucker Martin Perger übernahm die Druckerei und benannte das Wochenblatt in „Winsener Nachrichten“ um. Nach dem Tod Pergers übernahm Martin Ravens den Verlag. Eine weitere Zeitung entstand durch die 1912 von Heinrich von der Heyde gegründete Druckerei an der Ecke Eckermannstraße/Wallstraße. Die „Neue Winsener Zeitung“ (später „Winsener Zeitung“) stand in Konkurrenz zu den „Winsener Nachrichten“. 1926 übernahm Hermann Maack diesen Betrieb. 1949 fusionierten beide Betriebe zur Firma „Ravens & Maack“, woraus die Tageszeitung „Winsener Anzeiger“ entstand, die bis heute erscheint.
Ab 1858 entstanden die ersten Industrieanlagen wie auch die Papierfabrik Eppen sowie zahlreiche neue Gebäude: 1894 die Volksschule, 1895 ein Postgebäude, 1896 das Rathaus und 1899 eine Kreissparkasse.
1900 erhielt die Tuchfabrik Naylor & Lemm an der Bahnlinie Hannover–Hamburg die Genehmigung ein Elektrizitätswerk zur Stromversorgung ihrer Fabrikanlagen zu errichten. Sie bekam im Gegenzug den Auftrag, die Stadt und ihre Bürger mit Strom zu versorgen. Die Stadt übernahm das Elektrizitätswerk 1926 und kurz darauf später entstanden die Stadtwerke Winsen.
1926 wurde in Winsen die Wasserleitung gebaut. Im gleichen Jahr errichtete die Hamburger Maschinenfabrik Alfred Eriksen ein Werk in der Luhdorfer Straße in Winsen. 1928 wurde das Finanzamtsgebäude am heutigen Von-Somnitz-Ring fertiggestellt. Im Gegenzug wurde das alte Finanzamtsgebäude in der Marktstraße, das bis 1896 das Rathaus und das Geburtshaus der Kammersängerin Agnes Stavenhagen war, unter erheblichen Protesten abgerissen.
Im Zuge der Kreisreform wurde 1932 der Kreis Winsen aufgelöst und in den Landkreis Harburg eingegliedert. Ungeachtet der Proteste und ohne Anhörung der Bevölkerung geschah diese Eingliederung recht ungeschickt als reiner Verwaltungsakt der damaligen preußischen Regierung. Winsen war fortan nicht mehr Kreisstadt. Der Sitz der Kreisverwaltung befand sich außerhalb des Landkreises Harburg im Stadtkreis Harburg-Wilhelmsburg. Durch das Groß-Hamburg-Gesetz, das am 1. April 1937 in Kraft trat, wurde Harburg-Wilhelmsburg zum 1. April 1938 zusammen mit anderen Gebieten zur Einheitsgemeinde Hamburg vereinigt. Seitdem befand sich der Sitz des Landkreises Harburg nicht mehr in Preußen, sondern in der Freien und Hansestadt Hamburg.

### Nationalsozialismus und Zweiter Weltkrieg
Am 23. April 1932 sprach Adolf Hitler auf einer Kundgebung im Rahmen des Wahlkampfes zum Preußischen Landtag in der Winsener Viehhalle. Bei der preußischen Landtagswahl am 24. April 1932 erhielt die NSDAP 162 Mandate, 153 mehr als bei der vorherigen Landtagswahl. Bei den Reichstagswahlen vom 31. Juli 1932 erhält die NSDAP im Wahlkreis 15 – Osthannover, zu dem auch Winsen gehört, 49,5 % der Wählerstimmen.
Als die Nationalsozialistische Führung am 1. April 1933 den „Judenboykott“ anordnete, postierte der Kreisbildwart der NSDAP vor dem einzigen jüdischen Geschäft in Winsen, das Kaufhaus Stern in der Bahnhofstraße und fotografierte die Kundschaft. In der Reichspogromnacht am 9. November 1938 wurde das Kaufhaus von Bernhard Stern beschmiert und die Fenster des Geschäfts und der Wohnung zerstört. Einen Tag später wurde das Geschäft geschlossen und liquidiert. Im Zuge der Namensänderungsverordnung mussten auch die Winsener Juden ab 1939 die zusätzlichen Vornamen Sara beziehungsweise Israel annehmen. Bis 1943 wurden die letzten acht jüdischen Einwohner Winsens deportiert, darunter auch Bernhard Stern. Seine Frau Elsa Stern, die von den Nationalsozialisten als „Halbjüdin“ eingestuft wurde und vorerst nicht zur Deportation vorgesehen war, begleitete ihren Mann mit ins Lager und in den Tod.

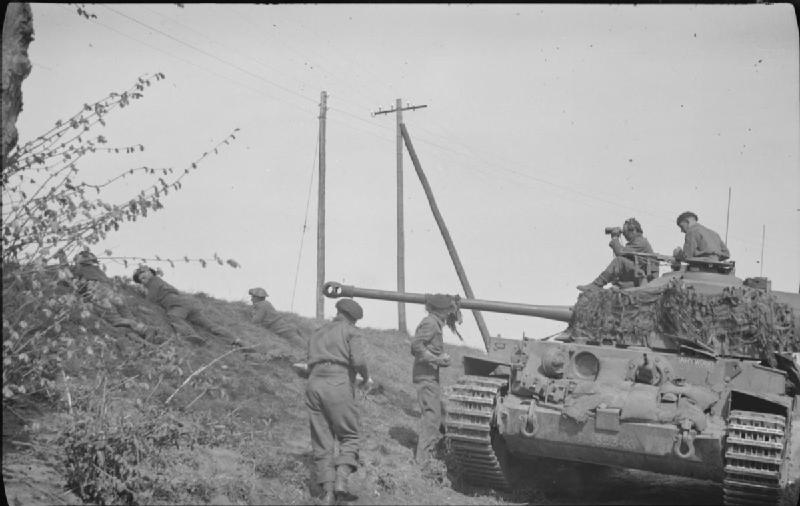
Britische Infanteristen des Herefordshire-Regiments und ein Panzer der 2nd Fife and Fourfar Yeomanry der 11. Panzerdivision hinter dem Elbdeich in Hoopte am 20. April 1945

1938 lag die Einwohnerzahl vor Ausbruch des Zweiten Weltkriegs bei 5369 Bürgern. In Winsen gab es während der Kriegsjahre mehrere Zivilarbeitslager für ausländische Kriegsgefangene und Zivilpersonen. In der Stadt existierten weitere Unterkünfte für Zwangsarbeiter.
Durch die kriegsbedingte Zerstörung des Landratsamtes in Harburg wurde 1944 der Sitz der Kreisverwaltung wieder in das Winsener Schloss verlegt. 1945 wurde Winsen immer wieder von Tieffliegern angegriffen. Ziele waren hauptsächlich die Bahnanlagen und die Fabriken an der Bahnlinie Hannover–Hamburg. Zum Kriegsende war Winsen Lazarettstadt geworden. Verwundete lagen in den Sälen des Schützenhauses, Beckmanns Hotel (heute Haus des Handwerks), Ahlers Tivoli, Bahnhofshotel, Polizeikaserne und der Volksschule (heute Alte Stadtschule). Zum Ende des Zweiten Weltkriegs wurde Winsen am 19. April 1945 durch die britische 11th Armoured Division (11. britische Panzerdivision) und der 1st Herefordshire Regiment (Infanterie) eingenommen.

### Nachkriegszeit
Nach der Kapitulation Deutschlands setzte die britische Regierung in der von ihr kontrollierten Besatzungszone für den Kreis Harburg die 505. Militärregierung unter Führung von Major Alan Seddon. Er amtierte als British Resident Officer zusammen mit seinem Stab in der Villa Eppen in der Bahnhofstraße in Winsen. Major Seddon setzte am 19. November 1945 den Politiker (DP, NSDAP) und studierten Landwirt Fritz Broistedt als stellvertretenden Vorsteher der Gemeinde Winsen ein. Am 26. November 1945 trat das erste berufene Bürgervorsteher-Kollegium zusammen, das am 15. September 1946 erstmals demokratisch gewählt wurde. Von 1948 bis 1952 amtierte Broistedt als gewählter Bürgermeister und wurde danach Landrat des Kreises Harburg.
Am 1. November 1949 erschien die erste Ausgabe des Winsener Anzeigers. Damit gab es erstmals nach dem Krieg wieder eine in Winsen ansässige Tageszeitung. Sie ist aus den ehemaligen Winsener Tageszeitungen Winsener Nachrichten und Winsener Zeitung hervorgegangen.
Ab 1950 wurde die vorliegende Struktur der Stadt vornehmlich durch die verkehrsgünstige Lage zur Entlastung Hamburgs geprägt. Durch den Flüchtlingszuwachs wuchs die Bevölkerungszahl bis 1950 auf 8.886 Einwohner.
Das Gymnasium Winsen entstand 1955, bekam 1970 am Ende der Bürgerweide ein neues Schulgebäude. Das neue Schulgebäude der 1925 als selbständige Schule eingerichteten Mittelschule, heute Johann-Peter-Eckermann-Realschule an der Bürgerweide wurde 1957 fertiggestellt. Durch den Bevölkerungszuwachs entstanden weitere Schulen: 1968 die Grund- und Hauptschule an der Fuhlentwiete, im selben Jahr das neue Schulgebäude für die Sonderschule in der Bürgerweide. Weitere Schulen entstanden in den Ortsteilen Winsens.
Am 30. Juni 1958 entschied der Kreistag auf einer Sitzung in Brackel für den Bau eines Kreishauses und damit den Sitz des Landkreises Harburg in Winsen. Das Kreishaus wurde am 10. März 1961 eingeweiht.
Während des Kalten Krieges wurde im Juni 1962 in der Hamburger Straße 81 die Stadt auch Standort der Technischen Grenzschutzabteilung Nord (GSA T Nord) sowie der Grenzschutzverwaltungsstelle des Bundesgrenzschutzes (BGS). Der BGS-Standort wurde 1999 aufgelöst.
Am 1. Juli 1972 wurden die Gemeinden Bahlburg, Borstel, Gehrden, Hoopte, Laßrönne, Luhdorf, Pattensen, Rottorf, Roydorf, Sangenstedt, Scharmbeck, Stöckte und Tönnhausen im Zuge der Gebietsreform eingegliedert. Die Einwohnerzahl stieg dadurch von 12.363 im Jahr 1970 auf rund 22.000 Einwohner an.
Von 1972 bis 1984 wurde die Altstadt umfassend saniert und die Infrastruktur den modernen Bedürfnissen angepasst. Dabei gingen einige historische Gebäude, unter anderem die Villa Eppen und der historische Brauhof verloren. Er war der Rest eines Adelshofes, der im Ursprung als fürstliches Vorwerk der welfischen Herzöge schon 1438 erwähnt ist. Das Krankenhaus „Bethesda“ in der Wallstraße wurde aufgegeben, 1974 erfolgte der Neubau des Krankenhauses Winsen, das heute zum Elbe-Heide-Krankenhausverbund gehört. 1976 wurde das Ilmenausperrwerk in Hoopte fertiggestellt. 1975 wurde der stattliche „Schützenpalast“ abgerissen. An dessen Stelle wurde 1980 die Stadthalle als modernes Veranstaltungszentrum gebaut. 1977 wurde im Süden der Stadt eine Bahnunterführung gebaut und beendete damit den oft auftretenden Verkehrsstau.
Durch einen Grenzänderungsvertrag zwischen der Stadt Winsen/Luhe und der Gemeinde Stelle, der eine Grenzbereinigung zwischen Ashausen und Achterdeich zum Inhalt hatte, wurde am 1. Juli 1981 ein Gebietsteil mit damals etwa 80 Einwohnern an die Nachbargemeinde Stelle abgetreten.

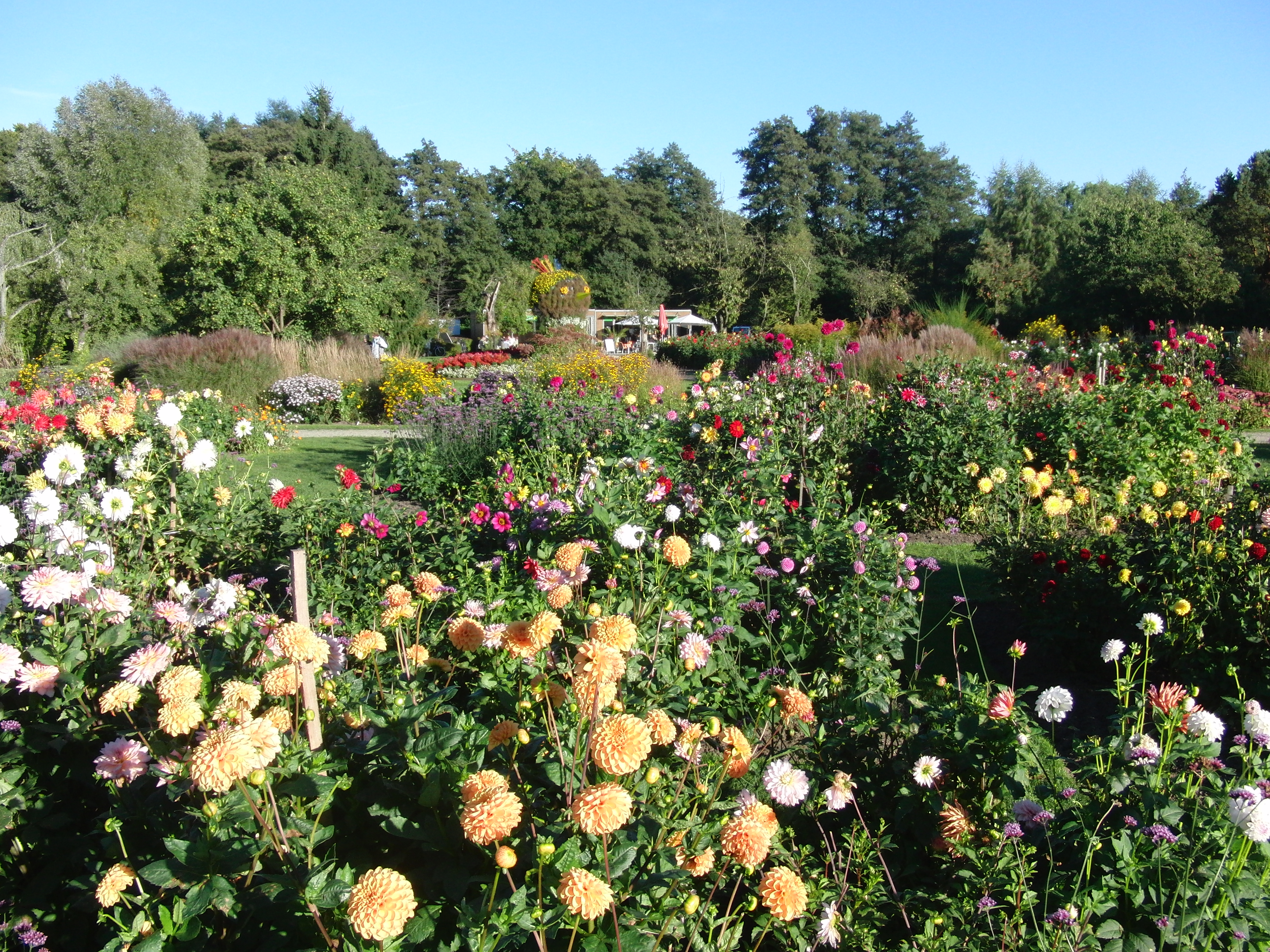
Dahlien im Parkteil „Gärtner-Fantasien“ in den Luhegärten, dem ehemaligen Landesgartenschaugelände

1987 wurde eine Zubringerstraße zum ersten Teilstück an die neugebaute Bundesautobahn 250 (seit November 2010 Teil der Bundesautobahn 39) fertiggestellt. 1991 folgte der Bau der Osttangente und die Einweihung der Fußgängerzone in der Innenstadt. In dieser Zeit wurde der Schlossplatz repräsentativ umgestaltet.
1992 wurden rund 360 Asylsuchende in Winsen aufgenommen, die von den Zentralen Anlaufstellen in Braunschweig und Oldenburg weitergeleitet wurden. Rund 61 Asylsuchende wurden dabei im ehemaligen „Hotel Stadt Hamburg“ in der Bahnhofstraße 64 untergebracht. Am 29. November 1992 verübten zwei junge Männer einen Brandanschlag auf die Wohnung einer Familie aus Rumänien.

### Nach 2000
Vom 21. April bis zum 15. Oktober 2006 wurde in Winsen die dritte Niedersächsische Landesgartenschau unter dem Motto „Eine blühende Fantasie“ durchgeführt. Die Veranstaltung endete mit 536.000 Besuchern und der Übergabe der 22 ha großen Parklandschaft an die Winsener Bevölkerung. Das ehemalige Landesgartenschaugelände trägt heute die Bezeichnung „Luhegärten“.
2008 beging Winsen sein 850-jähriges Stadtjubiläum und war vom 4. bis 6. Juli 2008 Ausrichter für das 28. Landesfest Tag der Niedersachsen.
Durch den Abriss zweier Häuser in der Deichstraße, Ecke Mühlenstraße wurden bei archäologischen Grabungen im April 2012 Teile des ehemaligen Klosterfriedhofs gefunden.

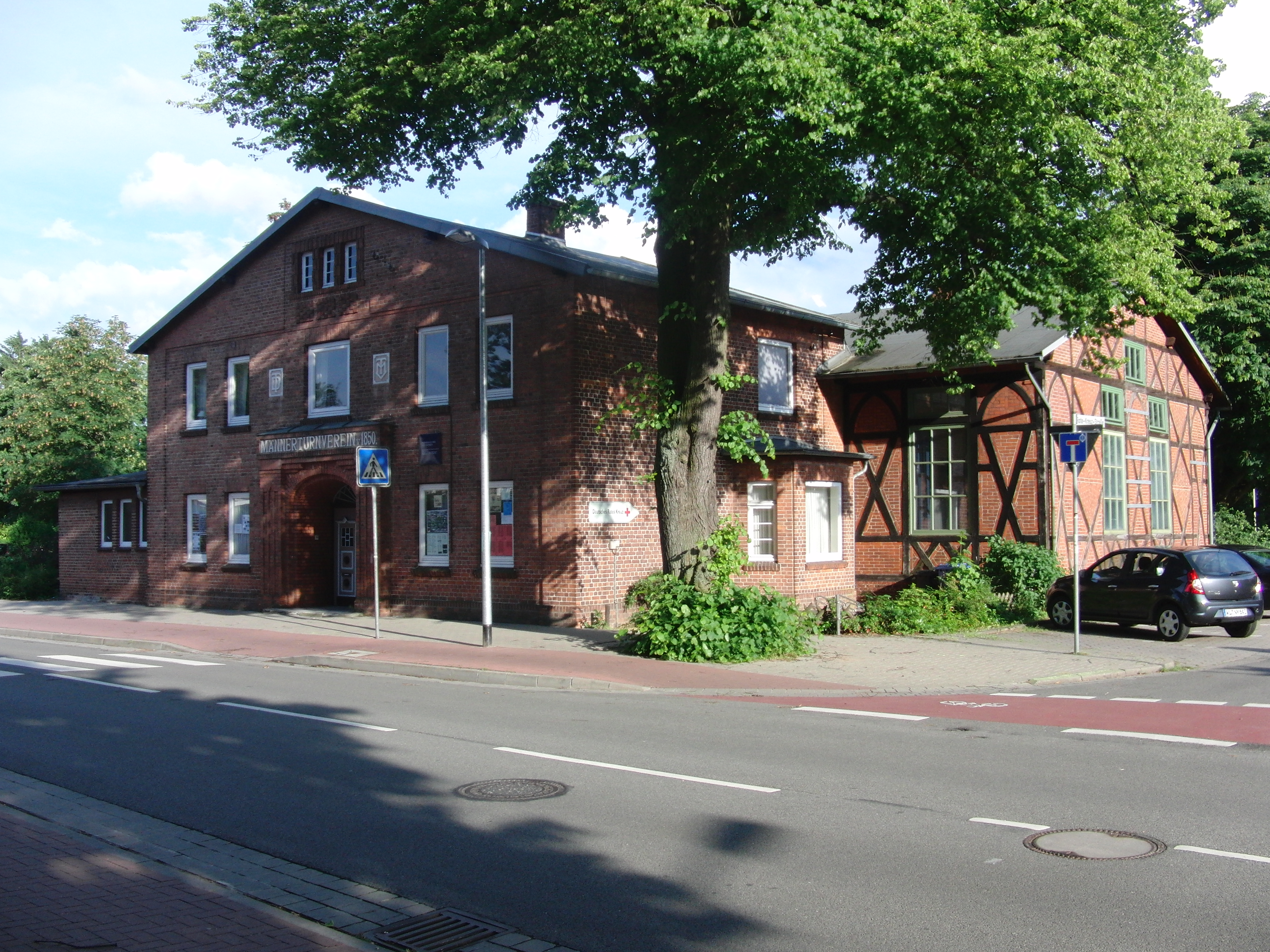
Die 2016 abgebrannte MTV-Turnhalle an der Eckermannstraße, 2013

Am 10. April 2016 wurde die 1889 erbaute MTV-Turnhalle in der Eckermannstraße durch einen gelegten Brand komplett zerstört. Das Kulturdenkmal mit seiner aufwendigen Fachwerkbauweise war Winsens älteste erhaltene Turnhalle und diente im Zweiten Weltkrieg als Sanitätspark für die umliegenden Lazarette. Sie war über 125 Jahre Treffpunkt des Sports und anderer Veranstaltungen. Nachdem der TSV Winsen 2015 seine sanierungsbedürftige Sportstätte der Stadt Winsen übergeben hatte, wurde sie zur Flüchtlingsunterkunft umfunktioniert. Ein Bewohner gestand, die Unterkunft angezündet zu haben.

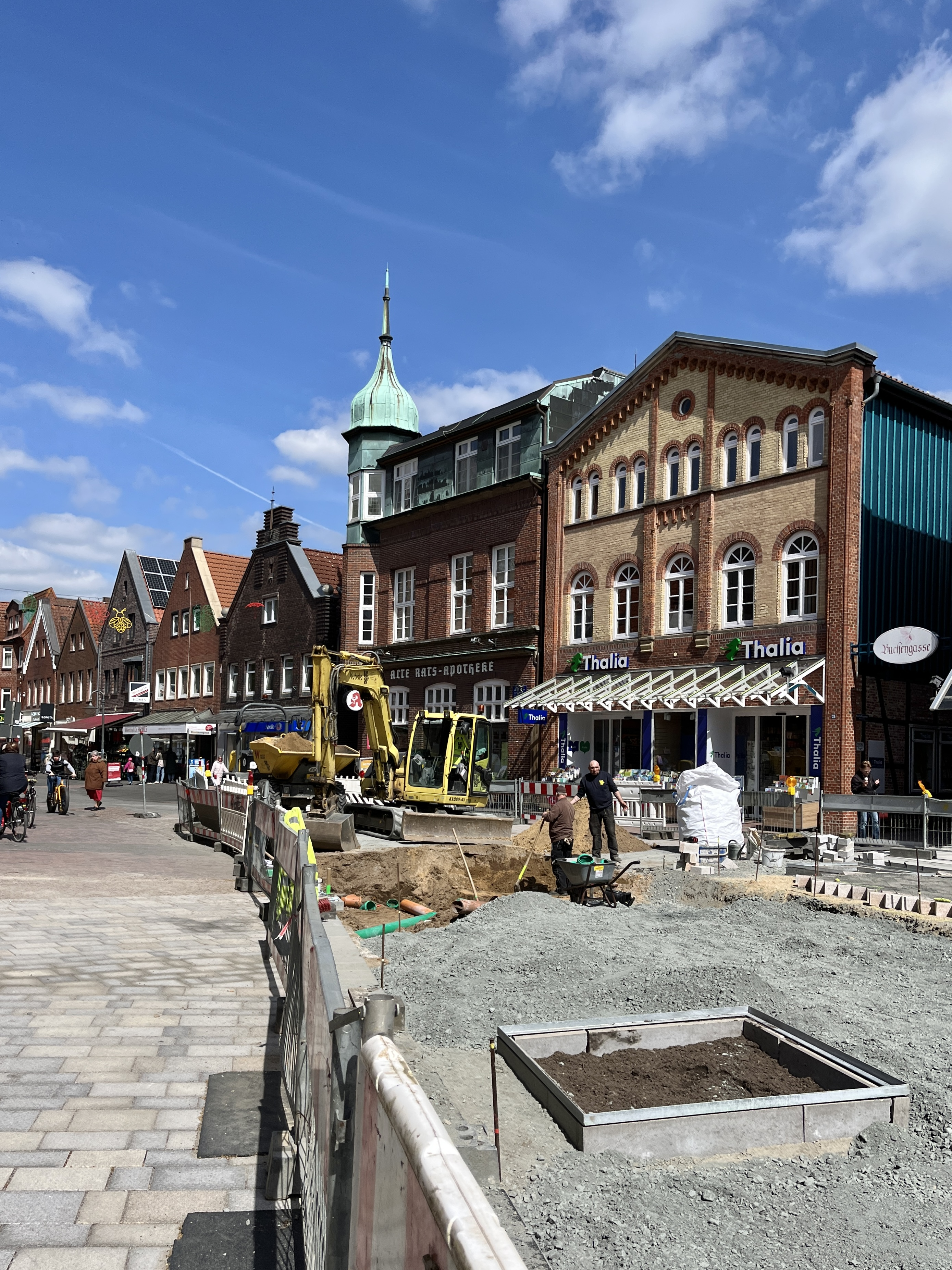
Erneuerung des Pflasters in der Rathausstraße im Mai 2023

Im Frühjahr 2021 begann die praktische Umsetzung des 2017 beschlossenen Innenstadtsanierungskonzeptes „Winsen2030“, die die umfassende Neugestaltung der Winsener Haupteinkaufsstraßen vorsieht. Diese umfasst unter anderem die Modernisierung der Leitungen, des Parkkonzeptes und der Ausstattung zur Straßenraumgestaltung. Auffälligste Veränderung stellt hier die barrierearme Pflasterung in hellem Naturstein dar. Für die Realisierung des klimaangepassten Baumkonzeptes wurde größtenteils der alte Baumbestand gefällt, was für Kritik in der Bevölkerung sorgte. Im September 2022 wurde der erste Bauabschnitt in der südlichen Rathausstraße fertiggestellt. Als Vorbereitung für die Neugestaltung finden seit Frühjahr 2023 auf dem nördlichen Kirchplatz Grabungen statt. Hierbei stieß man auf viele Gräber des alten Friedhofes. Auch wurden Teile der Fundamente der alten Winsener Rathäuser und des Kirchturms freigelegt. In diesem Zuge wurde das 1954 errichtete Eckermann-Denkmal abgerissen.

## Religion

### Evangelisch-lutherische Kirche
Winsen ist konfessionell in der Mehrheit evangelisch-lutherisch und ist im Stadtgebiet mit dem Kirchenkreis Winsen im Kirchensprengel Lüneburg vertreten. Ihm gehören die Kirchengemeinden St. Marien (Kerngebiet Winsen), St. Jakobus (südliche Stadt) und St. Gertrud (im Ortsteil Pattensen) an.
Eine wichtige diakonische Einrichtung im Kirchenkreis ist der Herbergsverein Winsen/Luhe und Umgebung e. V. Er begann als sogenannte Nichtsesshafteneinrichtung, das Bodelschwingh-Heim in Winsen. Daraus ist mittlerweile ein großes Zentrum der Wohnungslosenhilfe, Suchtkrankenhilfe, Jugendberufshilfe mit vielseitigen Arbeitsfeldern entstanden.

### Römisch-katholische Kirche
Nach dem Zweiten Weltkrieg fanden zahlreiche Flüchtlinge und Vertriebene in Winsen eine neue Heimat, darunter auch viele Katholiken. Die römisch-katholische Kirchengemeinde Winsen wurde im August 1945 von dem aus Ostpreußen stammenden Propst Leo Koplin gegründet. 1949 weihte der Bischof von Hildesheim Joseph Godehard Machens die Kapelle St. Georg, und die katholische Pfarrei wurde selbstständig. Die Gemeinde nutzte die Kapelle, bis 1967 die neue Pfarrkirche „Guter Hirt“ mit Gemeindezentrum und Pfarrhaus im neu angelegten Hansaviertel entstand.

### Weitere christliche Gemeinschaften
In Winsen existieren neben der evangelisch-lutherischen Kirche und der römisch-katholischen Kirche weitere christliche Kirchen und Gemeinschaften:
Die Freie Christengemeinde e. V. versammelt sich seit vielen Jahren in ihrem Kirchengebäude in der Hamburger Straße. Sie ist Mitglied in der Deutschen Evangelischen Allianz und bekennt sich zum Apostolischen Glaubensbekenntnis.
Die Neuapostolische Kirche ist seit 1923 in Winsen ansässig. Seit 1993 besitzt sie ein eigenes Kirchengebäude im Laßwehr. 2013 wurde die Gemeinde Winsen mit der Gemeinde in Stelle zu einer Gemeinde zusammengeschlossen. Nach einer Übergangszeit, in der die Gottesdienste abwechselnd in Stelle und Winsen stattfanden, wurde das Steller Kirchengebäude verkauft und 2021 abgerissen.
Im Europaring befindet sich der Königreichssaal der Zeugen Jehovas.

### Islamische Gemeinde
In Winsen leben rund 3000 Muslime; der überwiegende Teil ist türkischer Abstammung. 1984 wurde der türkische Arbeiterverein DITIB (Diyanet İşleri Türk İslam Birliği = Türkisch-Islamische Gemeinde zu Winsen (Luhe) e. V.) in Winsen gegründet, der eine Moschee unterhält. Der Verein ist Mitglied bei DITIB, der Türkisch-Islamischen Union der Anstalt für Religion.

### Aleviten
Die Alevitische Gemeinde Winsen hat ihr Versammlungs- und Kulturhaus (Cemevi) in der Dieselstraße.

## Politik

### Stadtrat
Der Rat der Stadt Winsen besteht aus 38 Ratsfrauen und Ratsherren. Dies ist die festgelegte Anzahl für eine Stadt mit einer Einwohnerzahl zwischen 30.001 und 40.000 Einwohnern. Die 38 Ratsmitglieder werden durch die Kommunalwahl für jeweils fünf Jahre gewählt. Stimmberechtigt im Stadtrat ist außerdem der hauptamtliche Bürgermeister.
Der Stadtrat setzt sich nach der Kommunalwahl vom 12. September 2021 folgendermaßen zusammen:
| Diagrammdarstellung von Wahlergebnis und Sitzverteilung | Diagrammdarstellung von Wahlergebnis und Sitzverteilung                                                 |
| --- | --- |
| Kommunalwahl 2021Wahlbeteiligung: 56,8 % 403020100 38,923,022,47,85,91,90,1 CDUSPDGrüneFDPAfDBasisSonst.Gewinne und Verlusteim Vergleich zu 2016 %p 8 6 4 2 0 −2 −4−0,4+2,5+6,3+3,2−3,6+1,9± 0,0CDUSPDGrüneFDPAfDBasisSonst. | Sitzverteilung im StadtratInsgesamt 38 Sitze - Grüne: 8 - SPD: 9 - FDP: 3 - CDU: 15 - Basis: 1 - AfD: 2 |

### Bürgermeister
Hauptamtlicher Bürgermeister und damit Leiter der Stadtverwaltung ist seit 2011 der vorherige Landtagsabgeordnete André Wiese (CDU). Neben dem hauptamtlichen Bürgermeister gibt es drei weitere, vom Stadtrat gewählte stellvertretende Bürgermeister, die den Bürgermeister in protokollarischen Aufgaben unterstützen und vertreten.
Liste der Bürgermeister ab 1946
- 1946–1948: Wilhelm Rohlandt (SPD)
- 1948–1952: Fritz Broistedt (DP)
- 1952–1956: Albert Bollmann (DP)
- 1956–1971: Fritz Broistedt (DP, ab 1959 CDU)
- 1971–1972: Walter Köster (CDU)
- 1972–1984: Heinrich Riedel (CDU)
- 1984–2001: Gustav Schröder (CDU)
- 2001–2005: Bodo Beckedorf (CDU)
- 2005–2011: Angelika Bode (parteilos)
- seit 2011: André Wiese (CDU)

Eine Besonderheit zeigt die kurze Amtszeit des Bürgermeisters Walter Köster: Er trat 1971 die Nachfolge von Fritz Broistedt an, der aus Altersgründen sein Amt aufgab. Nach der Gebietsreform am 1. Juli 1972 blieb er Bürgermeister des Interims-Stadtrates. Bei der Nominierung des Bürgermeisterkandidaten zur Kommunalwahl am 22. Oktober 1972 konnte er sich allerdings nicht gegen den Willen der Vertreter der neu hinzugekommenen, ländlich geprägten Winsener Ortsteile durchsetzen, die den Roydorfer Landwirt Heinrich Riedel, ebenfalls CDU, favorisierten.

### Stadtdirektor
Neben dem ehrenamtlichen Bürgermeister wurde 1947 ein Stadtdirektor als Hauptverwaltungsbeamter der Stadtverwaltung eingesetzt. Das Amt des Stadtdirektors wurde 2005 in das neugeschaffene Amt einer hauptamtlichen Bürgermeisterin integriert. Erste hauptamtliche Bürgermeisterin war Angelika Bode.
Liste der Stadtdirektoren
- 1947–1962: Erich Leuffert
- 1962–1969: Günther Hamacher
- 1969–1993: Jens Volkert Volquardsen
- 1993–2005: Angelika Bode

### Vertreter im Land- und Bundestag
Der Winsener Wahlkreis wird seit der Landtagswahl 2013 durch den direkt gewählten Abgeordneten André Bock (CDU) vertreten.
Den Bundestagswahlkreis Harburg (Wahlkreis 36) vertreten Svenja Stadler (SPD) als direkt gewählte Abgeordnete sowie über die Landesliste Michael Grosse-Brömer (CDU) im Bundestag.

### Wappen
Das Wappen der Stadt Winsen zeigt im blauen Feld einen aufrecht schreitenden, rotzüngigen und mit roten Krallen bewehrten goldenen (oder gelben) Löwen, der von acht roten Herzen umgeben ist.

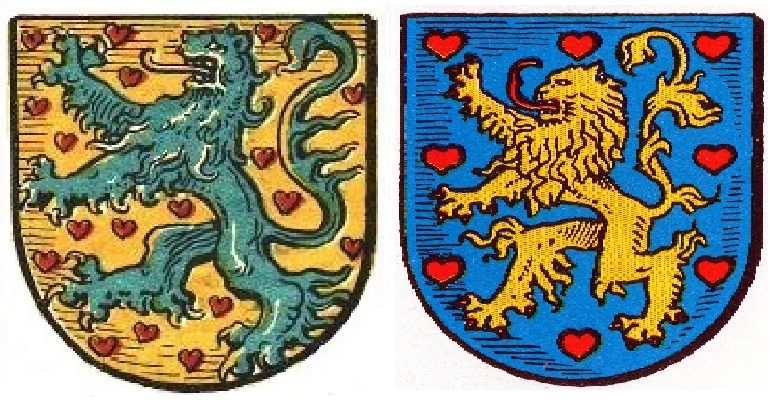
Der Farbentausch des Winsener Stadtwappens. Links mit der ursprünglichen Tingierung. Rechts das Stadtwappen nach der Farbumkehr mit der heute gültigen Farbgebung.

Beim Winsener Wappen handelt es sich um ein frühes Herrschaftszeichen. Das Stadtsiegel aus dem 12. Jahrhundert, das noch den Namen Winhusen trägt, zeigt bereits einen mit Herzen umgebenen Löwen. Das Stadtwappen ist im Ursprung mit einem blauen Löwen auf goldenem Feld tingiert. Die roten Herzen im Schild variierten in ihrer Anzahl. Dieses Winsener Stadtwappen ist angelehnt an dem dänischen Wappen, zu dessen Königshaus eine verwandtschaftliche Beziehung bestand. Dieses zeigt ebenfalls blaue Löwen auf goldenem Grund, die mit roten Herzen bestreut sind.
Beim Winsener Wappen kam es im 19. Jahrhundert zu einer Farbumkehr. Das alte Wappen ist letztmals 1852 nachgewiesen in der Fahne des Schützenkorps Winsen (Luhe), auf der der blaue Löwe mit goldenem Grund abgebildet ist. 1892 erwähnt eine Heimatschrift das Winsener Wappen mit der neuen Farbgebung. Seitdem zeigt das Winsener Wappen einen goldenen Löwen auf blauem Feld. Der Grund für diesen Farbentausch ist bis heute nicht geklärt. Somit stellt das heutige Winsener Wappen mit seinen gegen die heraldischen Regeln verstoßenden Farben eine städtische Besonderheit dar. Das Wappen wird in amtlichen Schreiben sowie auf den Fahrzeugen der Feuerwehr mit einer Mauerkrone gezeigt; auch das Siegel zeigt es mit einer Mauerkrone, aber in der Hauptsatzung wird diese nicht blasoniert.

### Flagge
|  | 00Hissflagge: „Die Flagge ist blau-gelb-rot geteilt mit dem aufgelegten Wappen in der Mitte.“ Die Flagge wird auch ohne Wappen gezeigt. |

### Siegel
|  | 00Gemeindesiegel: „Das Dienstsiegel enthält das Wappen und die Umschrift ‚Stadt Winsen (Luhe)‘.“ Die Stadt führt kein einheitliches Siegel; es gibt verschiedene Ausführungen. |

### Städtepartnerschaften
Winsen unterhält Städtepartnerschaften mit
- Fukui (Japan)
- Le Pont-de-Claix (Frankreich)
- Pritzwalk (Deutschland, Brandenburg)
- Drezdenko (Polen)

### Integriertes ländliches Entwicklungskonzept „ILEK Achtern-Elbe-Diek“
Die Gemeinden Barum, Seevetal, Stelle, die Stadt Winsen und die Samtgemeinde Elbmarsch haben sich 2006 zu einer Arbeitsgemeinschaft „Wirtschaftsraum Winsener Elbmarsch“ zusammengeschlossen.

## Sehenswürdigkeiten

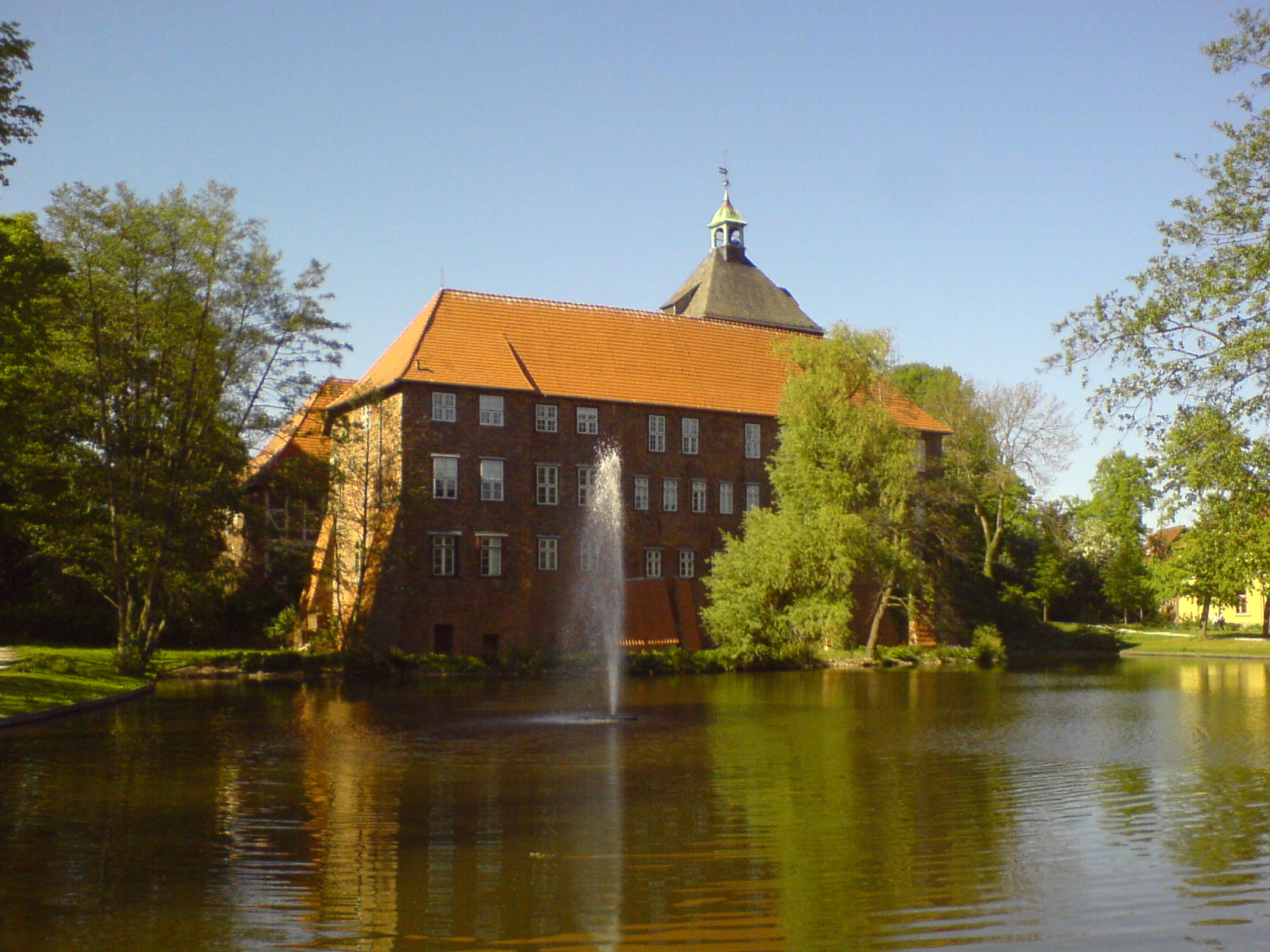
Das Winsener Schloss

### Winsener Schloss
Das Winsener Schloss wird urkundlich erstmals eindeutig 1315 erwähnt. Eine andere Urkunde aus dem Jahr 1277 deutet darauf hin, dass das Schloss wahrscheinlich zu diesem Zeitpunkt bereits existiert hat. Das Bauwerk diente den Großteil seiner Geschichte als Verwaltungsgebäude und war Sitz der Großvögte, Amtmänner und Landräte. Es beherbergt heute das Amtsgericht, dadurch sind die Räume grundsätzlich nicht zu besichtigen. Seit 2008 ist im Schlossturm eine Ausstellung eingerichtet.

### Marstall
Der Marstall wurde ursprünglich als Gebäude für Pferd und Wagen einer fürstlichen Hofhaltung errichtet. Obwohl ein Balkenstück die Jahreszahl 1599 trägt, ist das Entstehungsjahr des heutigen Gebäudes unbekannt. Heute beherbergt der viergeschossige Fachwerkbau die Tourist-Information, die Stadtbücherei, das Heimatmuseum und einen Veranstaltungsraum. An der östlichen Giebelseite ist heute ein modernes Glockenspiel angebracht.

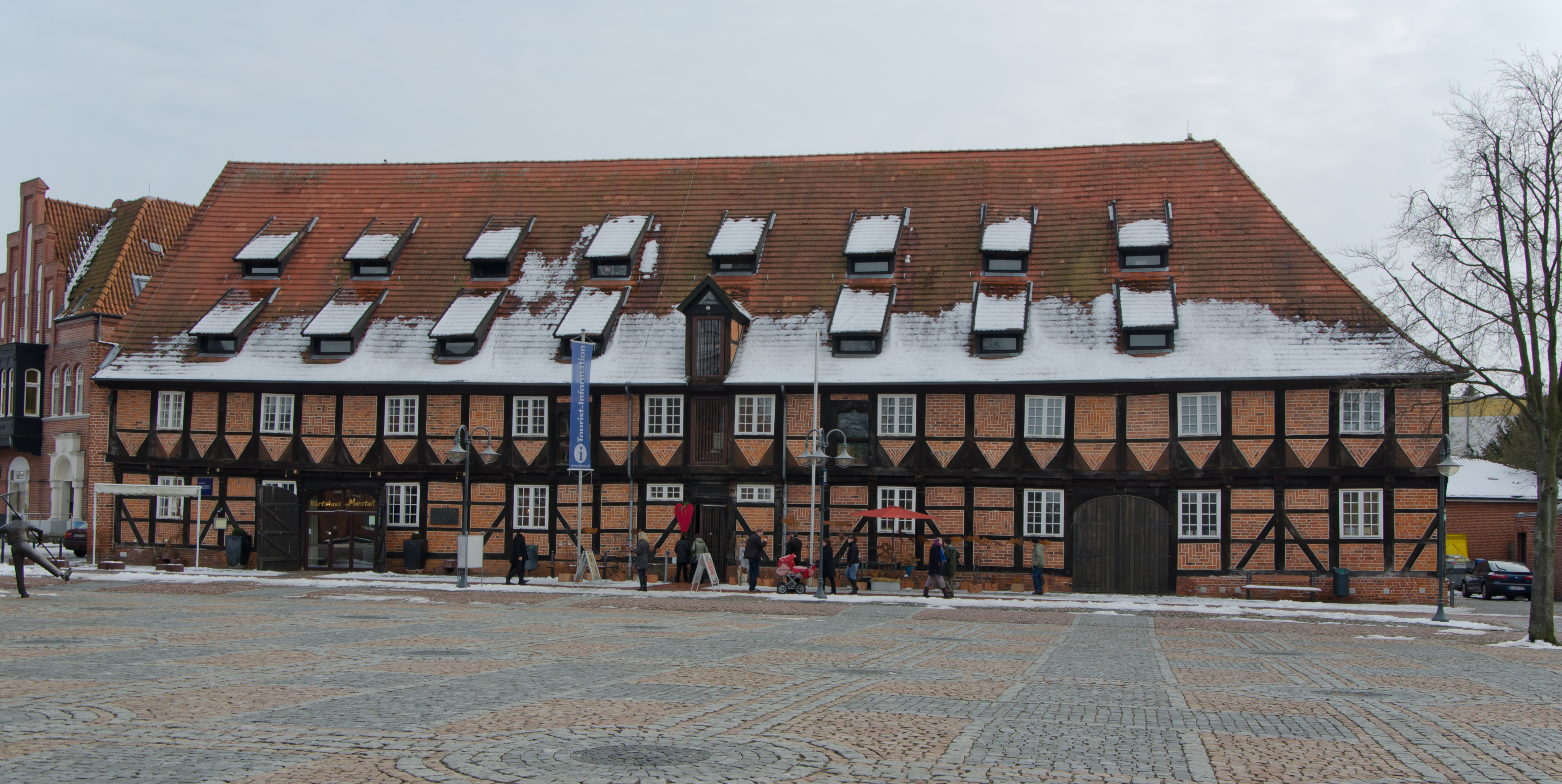
Der Marstall

### St.-Marien-Kirche
Der Bau der spätgotischen Hallenkirche wurde wahrscheinlich um 1415 begonnen. Der Chor wurde 1437, das Langhaus 1465 eingedeckt. Die Kirche erhielt nur ein Seitenschiff und das Gewölbe des Langhauses wurde nie vollendet. Die Innenausstattung stammt überwiegend aus der Zeit der großen Umgestaltung in den 1950er Jahren. Die bunten Chorfenster wurden von 1958 bis 1966 von Claus Wallner erschaffen. Das Altarbild, das Taufbecken und die Kanzelplatten aus Bronze sind ein Werk von Fritz Fleer. Die Luther-Statue stammt vom in Winsen geborenen Bildhauer Friedrich Meinecke. Sie wurde, ebenso wie er neugotische Turm mit 62 Metern Höhe, 1899 fertiggestellt.

### Blaufärberhaus
In der Luhestraße befindet sich das älteste noch erhaltene Bürgerhaus der Stadt. Das Blaufärberhaus auf der sogenannten Luheinsel wurde gleich nach dem großen Stadtbrand 1585 errichtet. Der Giebel ist mit Renaissancemotiven reich verziert. Es ist innen nicht zu besichtigen.

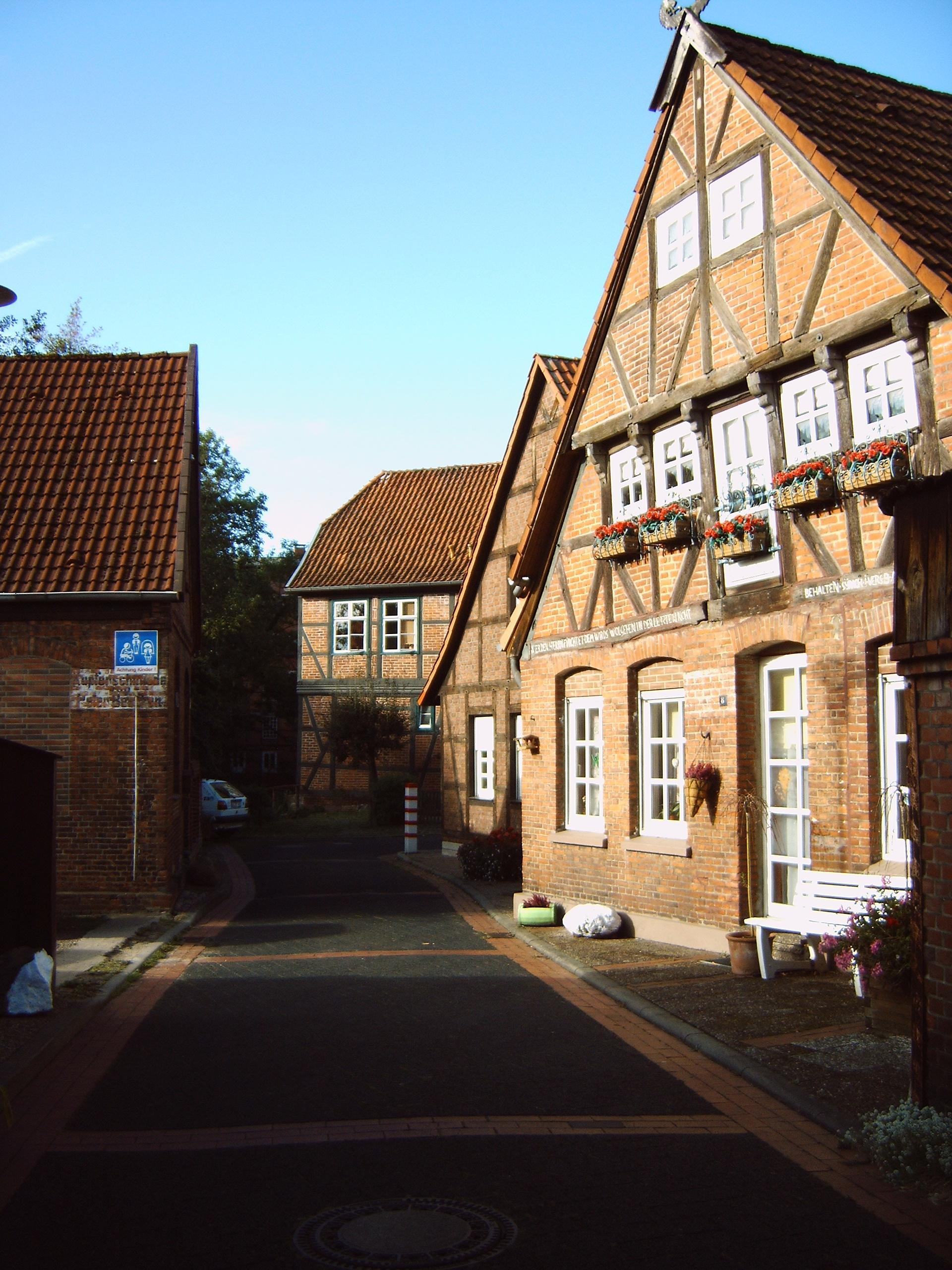
Alte Häuser im Kehrwieder in Winsen (Luhe)

### Das Stift St. Georg

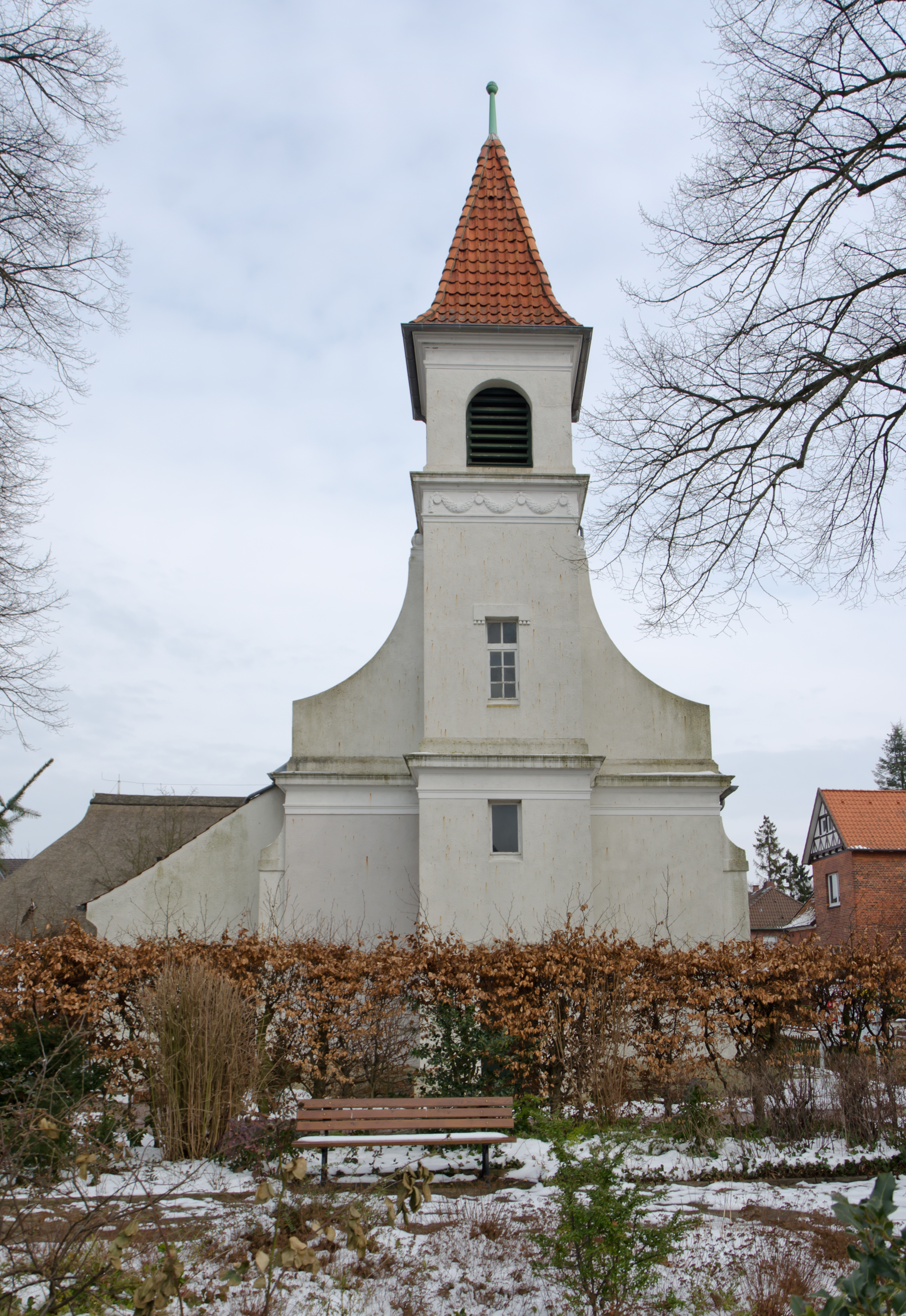
Die Kapelle St. Georg

Ehemals außerhalb der Stadt entstand vor 1401 ein Leprosen-Hospital, die Stiftung St. Georg. Die Stiftskapelle ist erstmals 1445 nachgewiesen. Das heutige Hospitalgebäude entstand 1766, die Kapelle wurde 1750 erbaut und erhielt ihr heutiges Aussehen 1903.

### Weitere Bauwerke
Historische Häuser der Altstadt mit der Luheinsel finden sich noch in der Deichstraße, Mühlenstraße, Luhestraße und im Kehrwieder.
Die Alte Stadtschule in der Eckermannstraße wurde 1893 im Stil des Historismus erbaut. Sie ist die älteste Schule Winsens und heute eine reine Grundschule. Im Obergeschoss des Hauptgebäudes befindet sich eine historische Aula, die für Veranstaltungen genutzt wird. Gegenüber befand sich die 1889 erbaute Turnhalle des MTV Winsen, die bei einem Brand im April 2016 bis auf die Grundmauern zerstört wurde. Das Fachwerkhaus war die erste Turnhalle Winsens.
Weitere sehenswerte Bauwerke sind das historische Rathaus von 1896. Das ehemalige Amtsschreiberhaus im Kehrwieder wurde bereits 1714 urkundlich erwähnt. Das Hotel „Zum Weißen Roß“ bestand schon 1684 und war 1866 Quartier von General von Manteuffel, Befehlshaber der preußischen Truppen im Deutschen Krieg 1866. Die liebevoll restaurierte Buchengasse, ein Verbindungsweg zwischen Rathausstraße und Plankenstraße, lädt zum Verweilen ein. Die herzogliche Wassermühle wurde erstmals 1385 erwähnt und 1750 an die Südspitze der Luheinsel, dem heutigen Standort Mühlenstraße verlegt. Die Backsteinfassade erhielt sie 1940.
Für weitere Bauwerke siehe → Liste der Baudenkmale in Winsen (Luhe).

### Denkmale
Auf der Südseite des Kirchplatzes befindet sich das Kriegerdenkmal für die gefallenen Soldaten des Deutsch-Französischen Krieges von 1870/71.
Ein Gedenkstein der Landsmannschaft Ost- und Westpreußen steht am Rande des Schloßplatzes und erinnert an die verlorene Heimat im Osten. Ein weiterer Gedenkstein mit dem Elchschaufel-Wappen der Landsmannschaft Ostpreußen, den Wappen von Schloßberg und Ebenrode mit der Angabe der Entfernung: „1.000 km“ und der Inschrift „Gedenket der deutschen Gebiete im Osten mit den Landkreisen Schloßberg (Pillkallen), Ebenrode (Stallupönen) in Ostpreußen“ befindet sich an der Rote-Kreuz-Straße 6.
Im Turm der St.-Marien-Kirche befindet sich eine Kapelle, in der Tafeln an die Gefallenen des Deutsch-Französischen Krieges 1870/71 und des Ersten Weltkrieges erinnern. In einer Vitrine im Seitenschiff der Kirche liegt ein Gedächtnisbuch an die gefallenen Soldaten des Zweiten Weltkrieges aus.

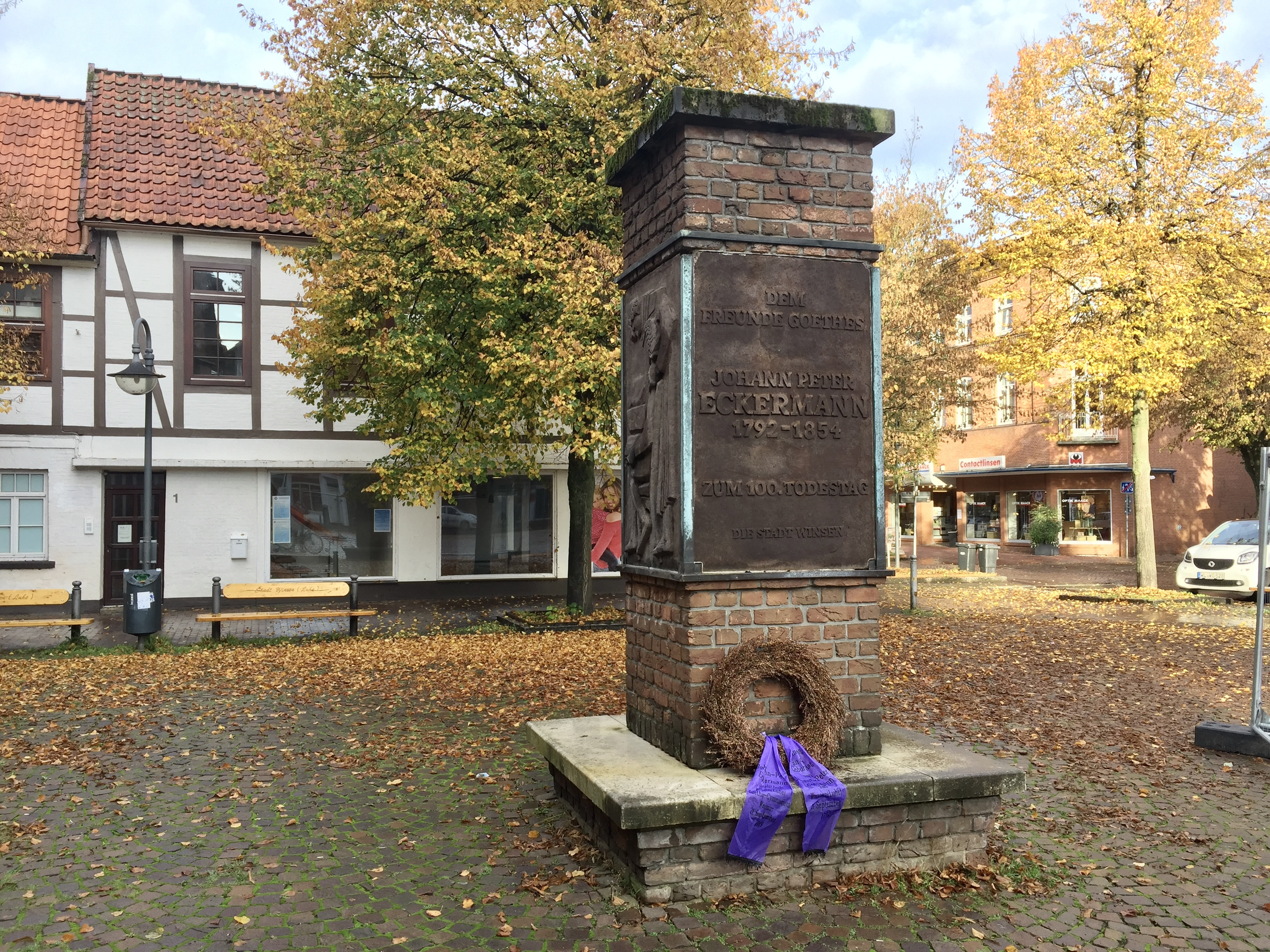
Das 2023 abgerissene Johann-Peter-Eckermann Denkmal auf dem nördlichen Kirchplatz in Winsen

An der Einfahrt zum Luhepark (ein 1999 durch Konversion einer ehemaligen BGS-Kaserne entstandenes Wohn- und Einkaufsgelände) befindet sich zur Erinnerung an den BGS ein Gedenkstein mit einem Bundesadler und der Aufschrift „Bundesgrenzschutz 1962–1999“.
2009 wurden zehn Stolpersteine des Künstlers Gunter Demnig zur Erinnerung an die jüdischen Einwohner Winsens und den homosexuellen Kaufmann Ernst Meincke verlegt, die Opfer des Nationalsozialismus wurden.
Auf dem nördlichen Kirchplatz stand das, durch die Stadt Winsen 1954 anlässlich seines 100. Todestages errichtete Eckermann-Denkmal. Der viereckige Mauerbau trug an den Seiten die von den Bildhauern Max Schegulla und Erich Brüggemann gestaltenden Relife. Hier wurde alljährlich Eckermanns Geburtstag mit einem Heidekranz gedacht, für dessen Beschaffung Schülerinnen und Schüler der Winsener Johann-Peter-Eckermann-Realschule sorgten. Das Eckermann-Denkmal wurde im Rahmen der Vorbereitung zu den Bauarbeiten der Innenstadtsanierung „Winsen2030“ am 28. Juni 2023 abgerissen und die Reliefe eingelagert.

### Grünanlagen
Die Winsener Luhegärten befinden sich auf dem Gelände der 3. Niedersächsische Landesgartenschau, die 2006 stattfand. Mit den neuen Parkanlagen wurden dauerhafte Werte für Winsen geschaffen und werden von verschiedenen Vereinen zu Veranstaltungen genutzt. Der Förderverein Gartenschau Winsen e. V. gestaltet mehrmals im Jahr Blumenschauen. Das 22 Hektar große Natur- und Parkgelände gliedert sich in fünf unterschiedliche Parkbereiche: Im Park „Gärtner-Fantasien“ finden regelmäßig Veranstaltungen wie der „Dahlientag“ oder das „Tulpenfest“ statt. Außerdem befindet sich hier das „GartenCafe“ und die Themengärten „Chinesische Heilkräuterapotheke“ und der „Klostergarten“. Das „Luheband“ ist die Flutmulde der Luhe. Die neu geschaffenen Wege und die Luhepromenade laden zum Spazierengehen und Verweilen ein. „Luhis Lagune“ ist der Spiel- und Sportpark für Kinder und Jugendliche. Im Schlosspark „Dorotheas Garten“ befinden sich Rosenbeete und ein uralter Baumbestand. Mit dem Parkteil „Eckermann-Park“ wurde ein modern gestalteter Raum für Großveranstaltungen geschaffen. Mediterrane Terrassen und Kulturlandschaften von Winsens Partnerstädten bestimmen das Bild dieser Parkanlage. Die Winsener Luhegärten sind barrierefrei.
Die Stadt hat – vor allem durch die 1982 abgeschlossene Altstadtsanierung – einen hohen Anteil an kleineren Grünanlagen. Ehemals bebaute Grundstücke sind heute wieder Naturflächen und laden zum Verweilen ein.

### Friedhof
Winsen verfügt seit 11. Oktober 1829 über einen sehenswerten Waldfriedhof in Trägerschaft der Evangelisch-Lutherischen Kirchengemeinde St. Marien. Nach Erweiterungen im Jahre 1958 umfasst der Friedhof heute etwa 5,2 ha. Er wird von einer Mauer aus Feldsteinen umschlossen und verfügt über einen uralten Baumbestand.
Im Jahre 1931 wurden auf dem Friedhof als Gefallenendenkmal nach dem Entwurf von Willi Pahl fünf etwa 8 m hohe Säulen aus rotem Backstein errichtet, die mit beschrifteten Tafeln verbunden sind mit dem Text:
Den Opfern des Weltkrieges –
Aus der Stadt Winsen Luhe –
Zur Erinnerung erbaut –
In der schweren Notzeit 1931
Die Säulen tragen die Jahreszahlen 1914 bis 1918. Nach dem Zweiten Weltkrieg wurden 1958 zwei zusätzliche Säulen rechts und links errichtet, die die Jahreszahlen 1939 und 1945 tragen. An diesem Gefallenendenkmal findet die jährliche Gedenkveranstaltung zum Volkstrauertag mit Kranzniederlegung statt. 101 Soldatengräber mit Steinkreuzen finden sich in der Nähe des Denkmals. Dort befinden sich unter anderen auch die Ruhestätten von Bürgermeister Gustav von Somnitz, dem ersten Ehrenbürger der Stadt und dem General der Artillerie Kurt Waeger. Am östlichen Friedhofsgelände befinden sich weitere Gräber aus dem Zweiten Weltkrieg. In einem Grabfeld sind 15 Zwangsarbeiterinnen und Zwangsarbeiter und deren Kinder bestattet. Unweit davon befindet sich ein Massengrab für 14 unbekannte russische Soldaten.
Im April 2004 wurde auf dem Waldfriedhof eine Gemeinschaftsgrabanlage für Sternenkinder eingeweiht, um die Bestattung nicht bestattungspflichtiger und pränatal verstorbener Kinder zu ermöglichen.

### Jüdischer Friedhof

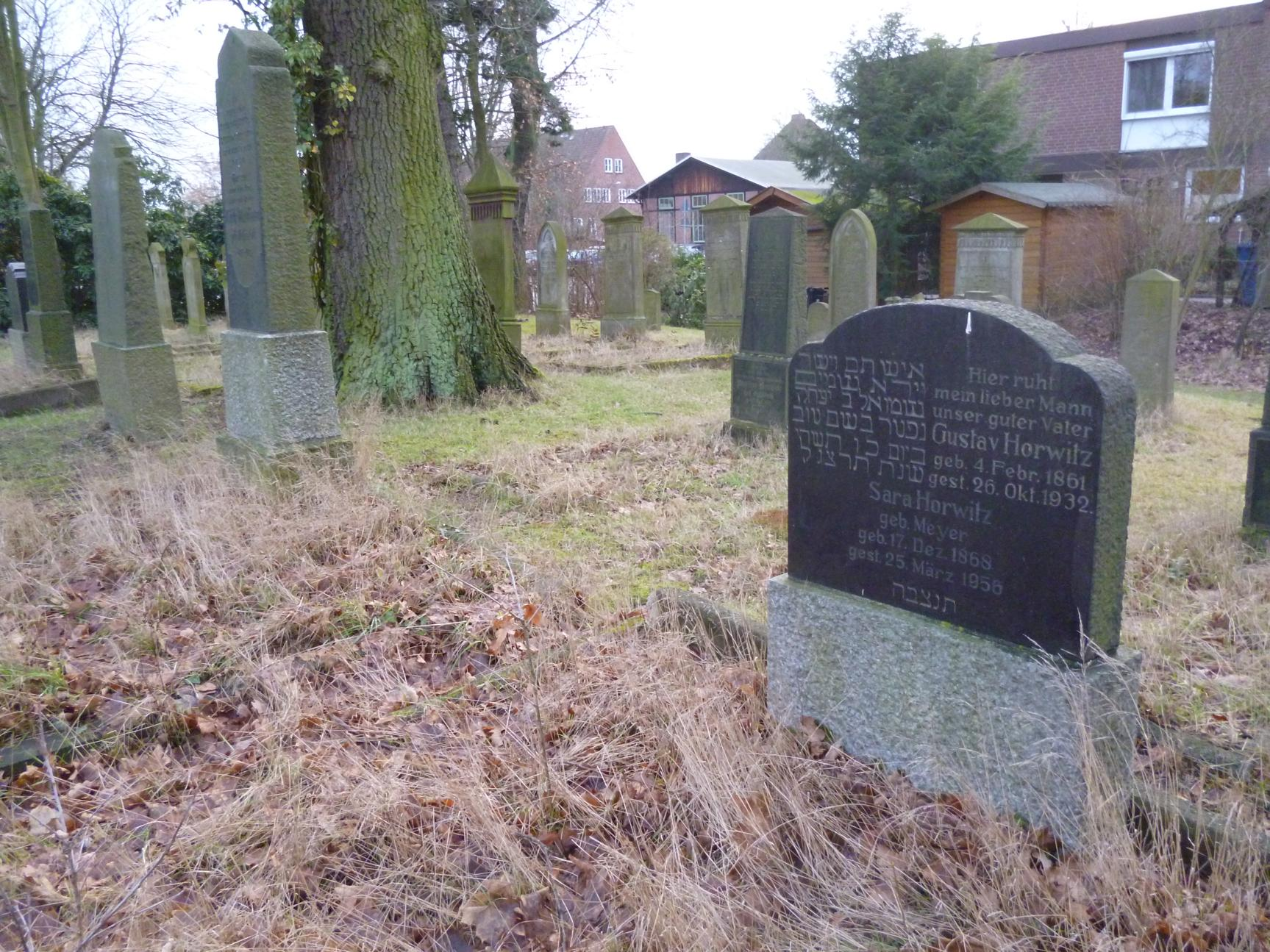
Grabstein von Sara Horwitz, der einzigen Holocaust-Überlebenden Winsens

Der jüdische Friedhof an der Eckermannstraße zählt zu den ältesten im nordöstlichen Raum Niedersachsens und wurde von 1748 bis 1956 genutzt. Er ist heute als bedeutendes Kulturdenkmal geschützt. In der Zeit des Nationalsozialismus wurde ein Teil des Friedhofs ausgehoben, um einen Stellplatz für ein Löschfahrzeug zu schaffen. Dabei wurden einige Gräber zerstört. Heute sind noch 46 Grabsteine vorhanden. Eine jüdische Gemeinde gibt es heute nicht mehr in Winsen.

## Kultur

### Theater
Neben dem Theaterprogramm des Kulturvereins Winsen (Luhe) e. V. haben sich verschiedene Laien-Theatergruppen gegründet. Diese sind meistens in den Sportvereinen der Winsener Ortsteile organisiert und veranstalten Theateraufführungen. Jährlich findet ein „bunter Abend“ mit der Laien-Theatergruppe der Feuerwehr in Rottorf statt.

### Museen
Das Museum im Marstall erstreckt sich in dem historischen Gebäude am Schlossplatz behindertengerecht über drei Etagen und bietet neben der Dauerausstellung zur Stadtgeschichte Winsens eine Ausstellung für die regionalen Besonderheiten, wie die Stick- und Intarsienarbeiten der Winsener Marsch, den Maler Hugo Friedrich Hartmann und den Schriftsteller Johann Peter Eckermann. Darüber hinaus finden hier jährlich mehrere Sonderausstellungen zu verschiedenen kulturellen Themen statt. Mit verschiedenen Workshops, Stadtrallyes oder Aktionen der Kinderbauhütte gibt es ein abwechslungsreiches Programm für Kinder, dass sich auch als Ergänzung für den Kindergartenalltag und schulischen Unterricht eignet. Im Schlossturm ist eine Dauerausstellung zur Reformation und Dreißigjährigen Krieg eingerichtet. Diese kann an bestimmten Tagen im Rahmen einer Führung besichtigt werden.
In den Räumen der Kreisgemeinschaft Schloßberg (Pillkallen) ist die Heimatstube untergebracht. Hier ist eine Vielzahl von Gegenständen aus Ostpreußen ausgestellt aber auch Karten und Literatur aus der Region können dort eingesehen werden.

### Kunst

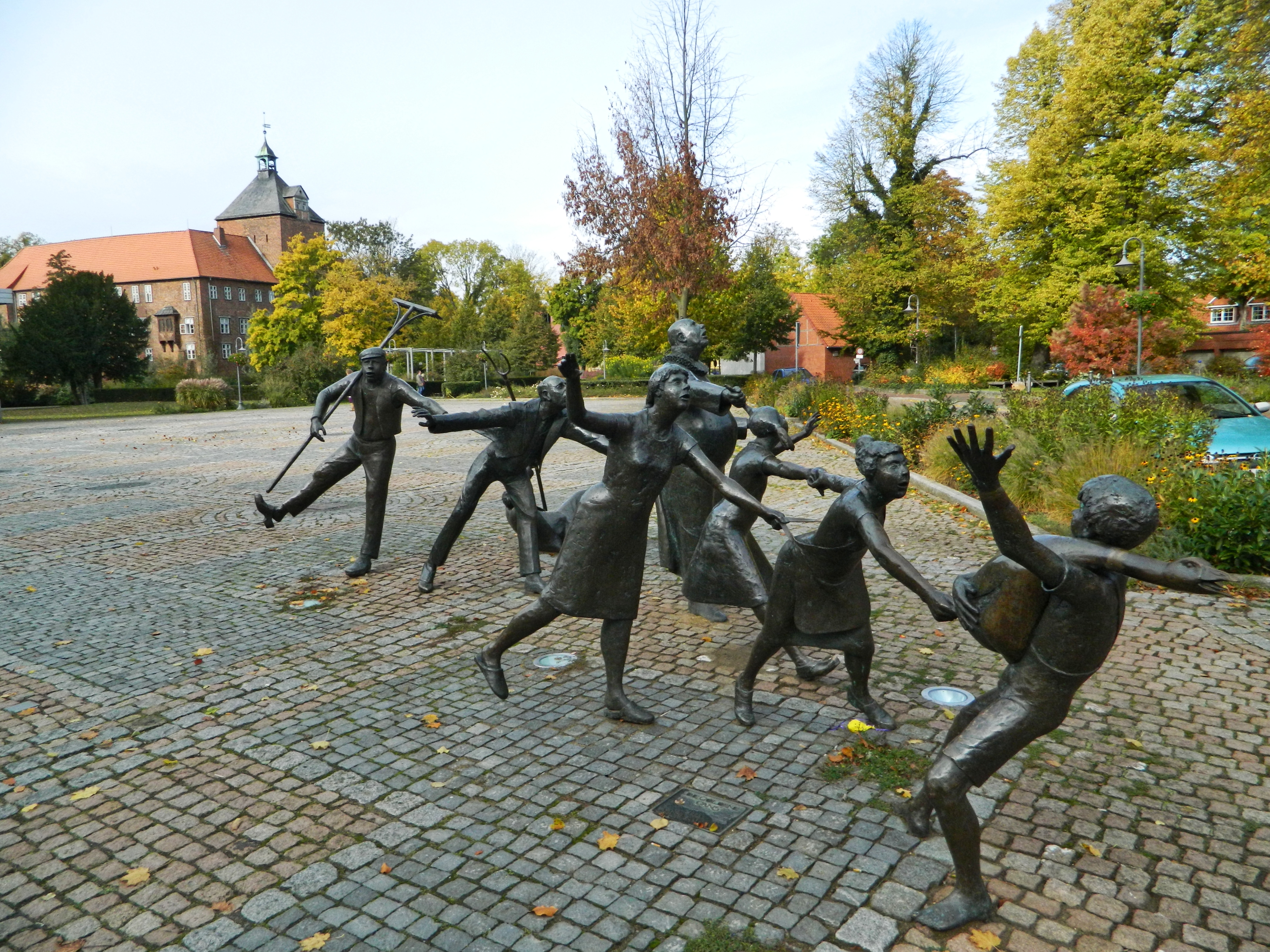
Guldgåsen (Die goldene Gans), Arne Ranslet 1992, auf dem Schloßplatz

Vor der Winsener Sparkasse in der Rathausstraße befindet sich das Kunstwerk Mand Med Bulldog Og Kat (deutsch Mann mit Bulldogge und Katze) des dänischen Bildhauers Arne Ranslet. Die Bronzegruppe besteht aus zwei Teilen: Der Mann sitzt auf einer Holzbank und hält dabei seine Hand auf der ebenfalls auf der Bank sitzenden Bulldogge. Die Katze sitzt einige Meter daneben auf einer Mauer. Die Bulldogge und die Katze sehen sich an. Ranslet gewann damit 1988 den ersten Platz bei einem Kunstwettbewerb der Sparkasse. 1989 wurde das Kunstwerk aufgestellt.
Ebenfalls von Arne Ranslet ist die Bronzeplastik Guldgåsen (deutsch Die goldene Gans), die seit 1992 auf dem Schloßplatz steht. Sie hat nur dekorativen Charakter, das Märchen Die goldene Gans der Brüder Grimm hat keinen Bezug zur Stadtgeschichte Winsens.
Zwischen 1995 und 2006 fand in der Nachbargemeinde Elbmarsch jährlich die Landschaftskunst-Aktion „Marschkunst – Kunstmarsch“ statt. Auf einer knapp 15 km langen Strecke durch die Binnenmarsch wurden fast ausschließlich Kunstwerke im Freien präsentiert, die besonders im Sommer auf großes Interesse stießen. Einige dieser Kunstwerke sind dort heute noch zu besichtigen.
Im Eckermannpark wurden 2008 vier Schattenskulpturen des Bildhauers Stefan Szczesny aufgestellt, die von einem lokalen Unternehmen gestiftet wurden.

### Musik
Der Kulturverein Winsen (Luhe) e. V. bietet ein anspruchsvolles musikalisches Programm. Neben Einzelveranstaltungen finden seit 1953 die Winsener Schlosskonzerte statt. Diese kammermusikalische Konzertreihe wurde von der Cembalistin und Pianistin Elfriede Otto ins Leben gerufen und fand in den ersten Jahrzehnten in der Schlosskapelle statt.
Die St.-Marien-Kirche ist der traditionelle Veranstaltungsort für Kirchenmusik, doch mittlerweile finden hier regelmäßig verschiedene musikalische Darbietungen und Aufführungen statt. Tradition hat die Konzertreihe Marktmusiken.
Das 1983 gegründete Ensemble L'ART POUR L'ART gehört zu den ungewöhnlichsten Formationen für zeitgenössische Musik. Ihr vielseitiges Programm ist an verschiedenen Orten zu erleben.
Die Bildungseinrichtungen Musikschule Winsen sowie die Martin Woodford School Of Music und die Big Band Woody’s Sound e. V. veranstalten regelmäßig Schülervorspiele und Konzerte.
Das WinJam-Rapfestival fand erstmals 2008 statt. Hier traten schon nationale Rapgrößen wie Samy Deluxe, Olli Banjo, Kaas, Laas Unltd., Franky Kubrick und MoTrip auf.

### Natur und Naturschutzgebiete
Die Winsener Marsch ist besonders seit der Entstehung einer Kleientnahmestelle für den Deichbau ab 1995 für (Hobby-)Ornithologen interessant geworden. Hier brüte(te)n u. a. Brandgans, Rohr- und Wiesenweihe, Großer Brachvogel, Uferschnepfe, Säbelschnäbler, Braunkehlchen, Sperbergrasmücke und Neuntöter.
Das Naturschutzgebiet Rethmoorsee liegt südöstlich von Winsen und ist zwischen 1983 und 1989 durch Bodenaushub für den Bau der A250, heute A39 entstanden. Auf dem 60 Hektar großen Gelände haben sich wieder seltene Tierarten angesiedelt. Am Rande des Baggersees befindet sich ein überdachter Aussichtspunkt für die Naturbeobachtung.
2014 wurde das 434 Hektar große Niederungsgebiet von Luhe und Ilmenau zum Naturschutzgebiet erklärt. Die Ilmenau-Luhe-Niederung ist einer der letzten großen Lebensräume, die von Ebbe und Flut geprägt sind. Die Flächen dieses Naturschutzgebietes sind zum Großteil Überschwemmungsgebiet und liegen in den Gemarkungen Laßrönne, Stöckte und Winsen. Unter anderem finden hier Feuchtwiesenbrüter und Röhrichtbewohner optimale Lebensbedingungen. Für die im Umfeld brütenden Weißstorchpaare ist das Gebiet der Ilmenau-Luhe-Niederung ein bedeutendes Nahrungsgebiet.
Zwischen den Winsener Ortsteilen Borstel und Sangenstedt befindet sich das Naturschutzgebiet Birken-Eichenwald bei Sangenstedt. Das 2019 ausgewiesene Gebiet mit den charakteristischen Stieleichen besteht überwiegend aus alten bodensauren Eichenwäldern auf Sandebenen und hat eine Größe von ca. 37 ha.

### Brauchtum
Im Laufe des Jahres gibt es in Winsen einige Brauchtums-Veranstaltungen: Winterausklang wird in den Dörfern mit Faslam-Veranstaltungen mit Wahl von Faslam-Eltern (Faslamsvadder und Faslammudder), dem „Lumpenball“ (alternativ auch Faslamsparty, Faslamsdisko genannt), als Höhepunkt einem Umzug und das gemeinsame „Schnorren“ (Man läuft durchs Dorf, klingelt an jeder Tür, singt was vor und erwartet eine möglichst hochprozentige Gegenleistung, etwas Geld, ein paar Eier oder Ähnliches als Gegenleistung) und dem anschließenden Verzehr der erschnorrten Dinge auf einer Feier. Faslam gibt es – und das hängt mit der ursprünglichen Herkunft zusammen – natürlich nur auf dem Land. Selbst die Kernstadt Winsen, die ja doch noch eher dörflichen Charakter hat, hat keinen eigenen Faslam, sondern muss sich Jahr für Jahr den der Stöckter „leihen“.
Am Vorabend des 1. Mai findet das Maibaum-Aufstellen mit „Tanz in den Mai“ statt. Ab Frühjahr bis Herbst finden Schützenfeste und Feuerwehrfeste statt. Im Herbst gibt es für Kinder das „Laternelaufen“, beim Umzug ziehen Kinder mit Laternen durch die Straßen; das Laternenlaufen hat Ähnlichkeit mit dem Martinsumzügen. In der Adventszeit gibt es Weihnachtsmärkte und andere Weihnachtsbräuche.

### Kulinarisches
Im Frühjahr (Ende Februar bis Ende März) ist Stintzeit. Stint wird ausgenommen, ohne Kopf, jedoch mit Schwanz und Gräten in Roggenmehl gewendet und in der Pfanne gebraten. Als Beilage gibt es Bratkartoffeln oder Kartoffelsalat. Beliebt sind auch Spargelgerichte. Die Spargelsaison beginnt Anfang/Mitte April und endet am 24. Juni (Spargelsilvester). Mitte April bis Ende Oktober ist Saison für Heidschnuckenbraten, beispielsweise mit Preiselbeeren oder als Sauerbraten mit Rotkohl. Grünkohl wird in der Winterzeit mit Kohlwurst und Bregenwurst serviert.

### Freundschaftsgesellschaften
In Winsen gibt es folgende bi-nationale Vereinigungen:
- Europa – Union Deutschland – Gruppe Winsen
- Deutsch-Japanische Gesellschaft – Winsener Japanfreunde e. V.
- Deutsch-Indische Gesellschaft e. V. Winsen

### Regelmäßige Veranstaltungen
Besonders einige Feste prägen das gesellschaftliche Leben der Stadt im Jahresverlauf:
- Pattenser Faslam – Jährlicher karnevalsähnlicher Umzug von zahlreichen Festwagen, Fußgruppen und Musik durch den Ortsteil Pattensen
- Hoopter Faslam – Jährlicher karnevalsähnlicher Umzug von zahlreichen Festwagen, Fußgruppen und Musik durch den Ortsteil Hoopte[66]
- landKULT.- An drei Wochenenden im Jahr Kulturveranstaltungen auf einem Obsthof im Ortsteil Hoopte[67]
- Stöckter Faslam – Jährlicher karnevalsähnlicher Umzug von zahlreichen Festwagen vom Ortsteil Stöckte ins Winsener Zentrum und zurück[68]
- Bauernrechnen (Niederdeutsch: Buurnreken) – Jahresrückblickende Bürgerversammlung im Frühjahr mit Beteiligung von Bürgermeister und Ortsvorsteher.
- Tanz in den Mai – Jedes Jahr am 30. April auf dem Schlossplatz mit Maibaum-Aufstellen und am darauf folgenden Samstag das Winsener Maibaumfest des Volkstanzkreises
- Stadt- und Deichlauf – Die Laufsportveranstaltung führt durch die Winsener Innenstadt auf den Stöckter Deich und findet am 1. Mai statt
- Tulpenfest und Dahlientag auf dem ehemaligen Landesgartenschaugelände im Parkteil „Gärtner-Fantasien“, Förderverein Gartenschau Winsen e. V.
- Winsener Stadtfest
- Tönnhafen-Festival – Musikfestival und Dorffest am Tönnhäuser Hafen
- Entenrennen auf der Luhe
- Schützenfest des Schützenkorps Winsen (Luhe) von 1848 e. V.
- Stöckter Hafenfest
- Blaue Stunde – Lichtevent zur Dämmerung mit Musik-, Licht- und Wasserkunst
- Weinfest im Schlosspark
- Winsener Schlossnacht – Zeitgleiche abendliche Kulturveranstaltungen im Schloss, Marstall und der St.-Marien-Kirche[69]
- Scharmbecker Erntefest – am 1. Wochenende im September, mit Festumzug am Sonntag[70]
- Weihnachtsmarkt

### Sport
In Winsen (Luhe) gibt es zahlreiche Vereine, der größte ist der TSV Winsen mit über 3000 Mitgliedern, welcher bereits 1850 als MTV Winsen gegründet wurde. 1999 entstand der TSV aus der Fusion des SV/MTV Winsen und des TSC Winsen. Hauptsportplatz ist der Jahnplatz, der dem SV/MTV Winsen gehörte, während die TSC-Sportanlage an der Schirwindter Straße 2009 durch ein Wohngebiet ersetzt wurde. Der Vorgängerverein SV/MTV Winsen spielte beim Fußball in den 1970ern zeitweise in der höchsten niedersächsischen Klasse. Dort wurde 1975 auch der Zuschauerrekord von 3000 Zuschauern gegen Atlas Delmenhorst aufgestellt.
Aktuell spielt die Herrenmannschaft des TSV Winsen zusammen mit dem MTV Borstel-Sangenstedt und der SG Scharmbeck-Pattensen in der Bezirksliga 2 Lüneburg. Weitere Herrenmannschaften aus Winsen sind MTV Luhdorf-Roydorf (Kreisliga Harburg), SG Elbdeich (1. Kreisklasse Harburg), MTV Rottorf (2. Kreisklasse) und MTV Laßrönne (3. Kreisklasse).
Beim Handball spielte die HG Winsen bei den Herren zeitweise in der Oberliga und wurde dort 1988 Vizemeister. Über die Aufstiegsrunde gelang der Sprung in die Regionalliga Nord, die man nach einer Saison wieder verlassen musste. Bei den Frauen spielte die HG Winsen in der Saison 1985/86 ebenfalls in der Oberliga, stieg aber gleich wieder ab. Zurzeit spielt die HG Winsen mit den Herren in der Regionsoberliga und den Frauen in der Landesliga.
Seit 2017 findet auf der Golfanlage Green Eagle im Ortsteil Luhdorf die European Open statt.
Regelmäßige Sportveranstaltungen
- Stadt- und Deichvolkslauf des TSV Winsen – Jährlich am 1. Mai
- Internationales Jugend-Handballturnier „wir leben“ Elbemasters[71] − Jährlich zu Pfingsten
- Run for Help – Benefiz-Stadtlauf zugunsten der Multiple-Sklerose-Gesellschaft – Jährlich am ersten Freitag im September
- Stadtpokal – traditionelles Hallen-Fußballturnier der Fußballvereine aus dem Winsener Stadtgebiet und Umgebung (MTV Ashausen-Gehrden, TSV Auetal, MTV Borstel-Sangenstedt, SG Elbdeich, Eintracht Elbmarsch, MTV Laßrönne, MTV Luhdorf-Roydorf, MTV Rottorf, SG Scharmbeck-Pattensen, TSV Winsen) – Austragungstermin und -ort ist jeweils der 1. Samstag im Januar in der WINArena

## Wirtschaft und Infrastruktur

### Wirtschaft
Die zentrale Lage innerhalb der Metropolregion Hamburg und die direkte Anbindung an die Autobahn 39 und die daraus entstandene zeitliche Nähe zu den Autobahnen A1, A7 und A24 hat die Entwicklung Winsens als Wirtschaftsstandort entscheidend begünstigt.
Im Stadtgebiet haben sich rund 3000 Gewerbebetriebe angesiedelt. Der überwiegende Teil der Unternehmen sind in den Bereichen Bauwesen, Maschinen- und Fahrzeugbau, Holz-, Elektro-, Nahrungsmittel- und Pharmaindustrie, Logistikdienstleistungen sowie Verwaltung und Handel ansässig.
Größte Arbeitgeber sind die Behörden des öffentlichen Dienstes mit über 1.500 Beschäftigten. Dazu zählen unter anderem die Stadt- und Kreisverwaltung, Finanzamt, Katasteramt, Amtsgericht, Kreiskrankenhaus, die Außenstelle der Arbeitsagentur Lüneburg sowie Geschäftsstellen der Krankenkassen AOK, BEK, DAK und IKK.
Winsen ist Standort mehrerer gewerblicher Unternehmen mit jeweils mehr als 100 Arbeitnehmern. Das größte davon beschäftigt mehr als 300 Arbeitnehmer. Bekannte Unternehmen sind die Firmen
- Alfred Kuhse GmbH (Prozess-Automatisierung, Notstromsteuerungen, Elektromagnete)
- Amazon-Logistikzentrum HAM2 im Gewerbegebiet Luhdorf, nördlichstes Logistikzentrum Deutschlands
- DEDON, das Handelsunternehmen ist im Gewerbegebiet Luhdorf angesiedelt
- Feldbinder Spezialfahrzeugwerke (Silo- und Tankfahrzeuge)
- Koch-Anhängerwerke (Fahrzeug-Anhänger)
- Dr. Loges + Co. GmbH, Hersteller von pharmazeutischen Produkten
- STARCO, der größte europäische Lieferant für Spezialräder und -reifen
- Takko, der Textilhändler betreibt ein Zentrallager im Gewerbegebiet Luhdorf
- Trost Auto Service Technik, Großhandelsunternehmen für Personenkraft-, Nutzfahrzeug-Teile und Werkzeuge und Konzepte
- Winsenia, Lebensmittelwerk der Firma Wilhelm Reuss GmbH & Co. KG, Tochter der Krüger GmbH & Co. KG

Insgesamt gibt es in Winsen fünf Gewerbegebiete mit einer Gesamtfläche von etwa 193 Hektar. Das älteste ist das 11,8 Hektar große Gewerbegebiet Torfmoor, es wurde bereits in den 1950er Jahren an der einzigen Ost-West-Verbindung Winsens, der damaligen Bundesstraße 4 ausgewiesen. In den 1970er Jahren entstand mit seiner 37 Hektar großen Fläche das heute zweitgrößte Gewerbegebiet Winsens Osterwiesen. In der Nachbarschaft der Osterwiesen wurde in den 1990er Jahren das Gewerbegebiet Boschstraße angesiedelt. Die jüngsten Plätze für Gewerbebetriebe sind die Gewerbegebiete Gewerbepark Winsen-Ost mit 33 Hektar und das Gewerbegebiet Luhdorf mit rund 70 Hektar. Beide sind direkt an die Autobahn 39 angebunden.
Im Rahmen einer Konversion der ehemaligen Kaserne des Bundesgrenzschutzes entstand 2003 ein großflächiges Einkaufszentrum Luhepark mit einem Gründerzentrum und einem Fachmarktzentrum mit einem famila-Warenhaus. Im Luhepark wurden gleichfalls 150 Wohneinheiten in Einfamilien-, Reihen- und Doppelhäusern erbaut.
Insgesamt leben über 12.000 erwerbstätige Personen im Stadtgebiet. Viele von ihnen profitieren von der Lage Winsens an der Bahnstrecke Hannover–Hamburg. Den Bahnhof Winsen nutzen 2017 nicht nur rund 9400 Auspendler, sondern auch 8200 Einpendler, die einer Erwerbstätigkeit in Winsen nachgehen. Durch die steigende Gewerbeansiedlung gab es 2018 erstmals mehr Ein- aus Auspendler zu verzeichnen. Von den in Winsen lebenden Arbeitnehmer arbeiten 55 % im Dienstleistungsbereich, 27 % im Handel, Gastgewerbe und Verkehr, 17 % im produzierenden Gewerbe und 1 % in der Land- und Forstwirtschaft. 2018 betrug die Arbeitslosenquote in Winsen rund 3,9 Prozent, im Landkreis betrug sie 3,6 %. Die Beschäftigtenquote betrug in Winsen 60,7 %.

### Tourismus
Winsen verfügt über viele Möglichkeiten der Freizeitgestaltung, wie z. B. Radfahren, Kanufahren, Wandern, Skaten, Reiten, Segeln, Schwimmen und Golfen. Die Museumseisenbahn Heide-Express ist beliebtes Ausflugsgefährt. Die Ortsteile an der Elbe (Hoopte, Stöckte, Laßrönne) sind an Wochenenden beliebte Ausflugsziele.

### Wohnquartiere
Nach dem Krieg war es eine der dringlichsten Aufgaben, der Bevölkerung Wohnraum zur Verfügung zu stellen. So entstanden ab den 1950er Jahren in der Kernstadt eine Reihe neuer Wohnviertel, wie beispielsweise im Nordwesten das Hansaviertel, am Kronsbruch und an der Niedersachsenstraße.
Das Wohnquartier Europaring wurde in den 1970er Jahren erbaut und liegt südlich der Bahnlinie. Bahnhof und Innenstadt sind schnell zu erreichen. Modellcharakter hatte dieses Wohnquartier beim Bau. Hier hatte sich ein besonderer Wohn- und Lebensbereich entwickelt. Die Beschaulichkeit kleinbürgerlicher Siedlungsformen hat sich mit (für Winsener Verhältnisse) urbanen Einflüssen gemischt. 2013 wurde das Hochhaus Europaring 18–20 mit dem Qualitätssiegel für sicheres Wohnen der Sicherheitspartnerschaft im Städtebau in Niedersachsen ausgezeichnet.

### Bildungswesen
In Winsen sind Kindergärten und Grundschulen sowie alle weiterführenden Schultypen wie Hauptschulen, Realschulen, zwei allgemeinbildende Gymnasien (Gymnasium Winsen und Gymnasium Roydorf), Berufsbildende Schulen vorhanden. Im Sommer 2011 wurde die Integrierte Gesamtschule (IGS) in Winsen-Roydorf gegründet. Sie ermöglicht alle Schulabschlüsse einschließlich das Abitur. Die Wolfgang-Borchert Förderschule befindet sich in der Bürgerweide. Die Buchholzer Förderschule An Boerns Soll mit dem Schwerpunkt Geistige Entwicklung unterhält zwei Außenstellen in Winsen-Roydorf.
Die nächstgelegenen Fachhochschulen und Universitäten befinden sich in Hamburg und Lüneburg. Außerdem gibt es die Musikschule Winsen mit einem umfassenden Unterrichtsangebot, das von rund 1.000 Schülern wahrgenommen wird. Die Kreisvolkshochschule Landkreis Harburg bietet über ihre Winsener Geschäftsstelle ein breites Bildungsprogramm an.

### Gesundheitswesen
Das Krankenhaus Winsen verfügt über 255 Planbetten in den Fachgebieten Allgemeine Chirurgie, Handchirurgie, Unfallchirurgie, Anästhesiologie und Intensivmedizin, Gynäkologie, Hals-, Nasen-, Ohrenheilkunde, Innere Medizin, Orthopädie sowie Radiologie. Das Krankenhaus bildet zusammen mit dem Krankenhaus Buchholz die Krankenhaus Buchholz und Winsen gemeinnützige GmbH die vom Landkreis Harburg als alleinigem Träger betrieben wird.
Das Gesundheitszentrum Winsen ist ein Fachärzte- und Therapeutenzentrum in der Innenstadt und sichert die ambulante Gesundheitsversorgung. Fachambulanzen, wie Allergologie, Allgemeinmedizin, Chirurgie, Dermatologie, Gynäkologie, Hals-Nasen-Ohren-Heilkunde, Neurologie, Orthopädie, Pädiatrie, Psychiatrie und Psychotherapie sowie Zahnmedizin, sind hier angesiedelt. Weitere Fachtherapeuten, wie Ergotherapie, Ernährungstherapie, Logopädie, Kinder- und Erwachsenenpsychotherapie sowie Physiotherapie, ergänzen das Ärztezentrum. Auch eine Apotheke und ein Sanitätshaus erweitern das Angebot des Gesundheitszentrums.

### Medien
Dominierende regionale Tageszeitung in Winsen ist der Winsener Anzeiger. Daneben erscheint das Hamburger Abendblatt mit einem eigenen Lokalteil. Weiterhin werden kostenlos und flächendeckend die Werbezeitungen Wochenblatt Elbe + Geest und das Wochenblatt Marsch und Heide an die Haushalte verteilt.

### Büchereien

#### Stadtbücherei
Seit 1989 befindet sich die Stadtbücherei mit etwa 51.000 Medieneinheiten im historischen Marstall am Schlossplatz. Neben gedruckten Medien (wie Büchern, Zeitschriften und Tageszeitungen) bietet sie auch Non-Book- und virtuelle Medien sowie die Möglichkeit der Fernleihe an. Den Kunden der Stadtbücherei steht ein weiträumiges Serviceangebot zur Verfügung, unter anderem ein Lieferservice für ältere, kranke oder behinderte Menschen, Verleih von Lesebrillen, der ständige Büchereiflohmarkt, ein Internet-Arbeitsplatz und ein Kopiergerät. Zum Testen des E-Book-Angebots können E-Book-Reader ausgeliehen werden. An die Stadtbücherei Winsen ist die Online-Bibliothek NBib24 angegliedert. Dieses Portal bietet einen Zugriff auf rund 17.000 digitale Medien wie E-Books, E-Papers, E-Audios und E-Videos. Nutzern der Stadtbücherei steht ein kostenloser Zugang zum Internet durch einen WLAN-Hot Spot zur Verfügung.

#### Kinder- und Jugendbücherei St. Marien
Die Bücherei der evangelischen St. Marien-Kirche ist im Gemeindehaus neben der Kirche untergebracht. Sie richtet sich mit ihrem Bestand hauptsächlich an Kinder, Jugendliche und Eltern und bietet Bücher, Hörbücher und CDs zur kostenlosen Ausleihe an.

### Veranstaltungsorte
Die Stadthalle verfügt über gut 500 Plätze und ist das größte Veranstaltungszentrum Winsens. Weitere Möglichkeiten bieten unter anderem die St. Marienkirche, die Schlosskapelle, das Coworking-Space-Konzept „FREIRAUM“ im Stiftsgebäude und Kapelle St. Georg, die Bürgerhalle des Rathauses, der Marstall und die katholische Kirche „Guter Hirt“. Die WINArena, eine 5-Feld-Sporthalle aus dem Jahr 2004, ist die größte Sporthalle Winsens.
Der Festplatz Bleiche ist der traditionelle Veranstaltungsort für Jahrmärkte und Zirkusse und mit rund 20.000 m² der größte Festplatz Winsens. Die Fläche war einst eine Torfabbaustelle und diente danach bis in die 1930er Jahre als Müllhalde. Heute wird die Bleiche neben den Veranstaltungen hauptsächlich als Parkplatz genutzt.
Auf dem Schützenplatz finden regelmäßig Flohmärkte statt. Das Parkgelände Luhegärten bietet Platz für Freilichtveranstaltungen, im Parkteil Eckermann-Park sowie auf dem Schlossplatz finden regelmäßig größere Konzerte und andere Veranstaltungen statt. Der Kirchplatz der St. Marien-Kirche in der Innenstadt ist der traditionelle Veranstaltungsort für den Weihnachtsmarkt. Die Parkfläche des ZOB in unmittelbarer Nähe der Innenstadt dient dem Wochenmarkt als Alternativstandort.
Die Parkplatz-Fläche des Einkaufszentrums „Luhepark“ im Löhnfeld ist regelmäßig Veranstaltungsort für Flohmarkt, Autoschau und das famila-Oktoberfest.
Der „Luhe-Treff“ im „Haus der Vereine“ wurde im Mai 2021 im ehemaligen Gasthaus „Zum Nassen End“ in der Deichstraße als Kulturzentrum eröffnet. Hier stehen den Winsener Vereinen und Initiativen sieben modern ausgestattete Räume und Außenflächen in unterschiedlichen Größen zur Verfügung.

### Verkehr

#### Straßenverkehr
Winsen ist an die Autobahnen A1 und A7 über die A39 angebunden. Erheblichen Verkehr verursachen Pendler mit Arbeitsplätzen in Hamburg mit den Schwerpunktzeiten morgens und nachmittags.

#### Eisenbahn

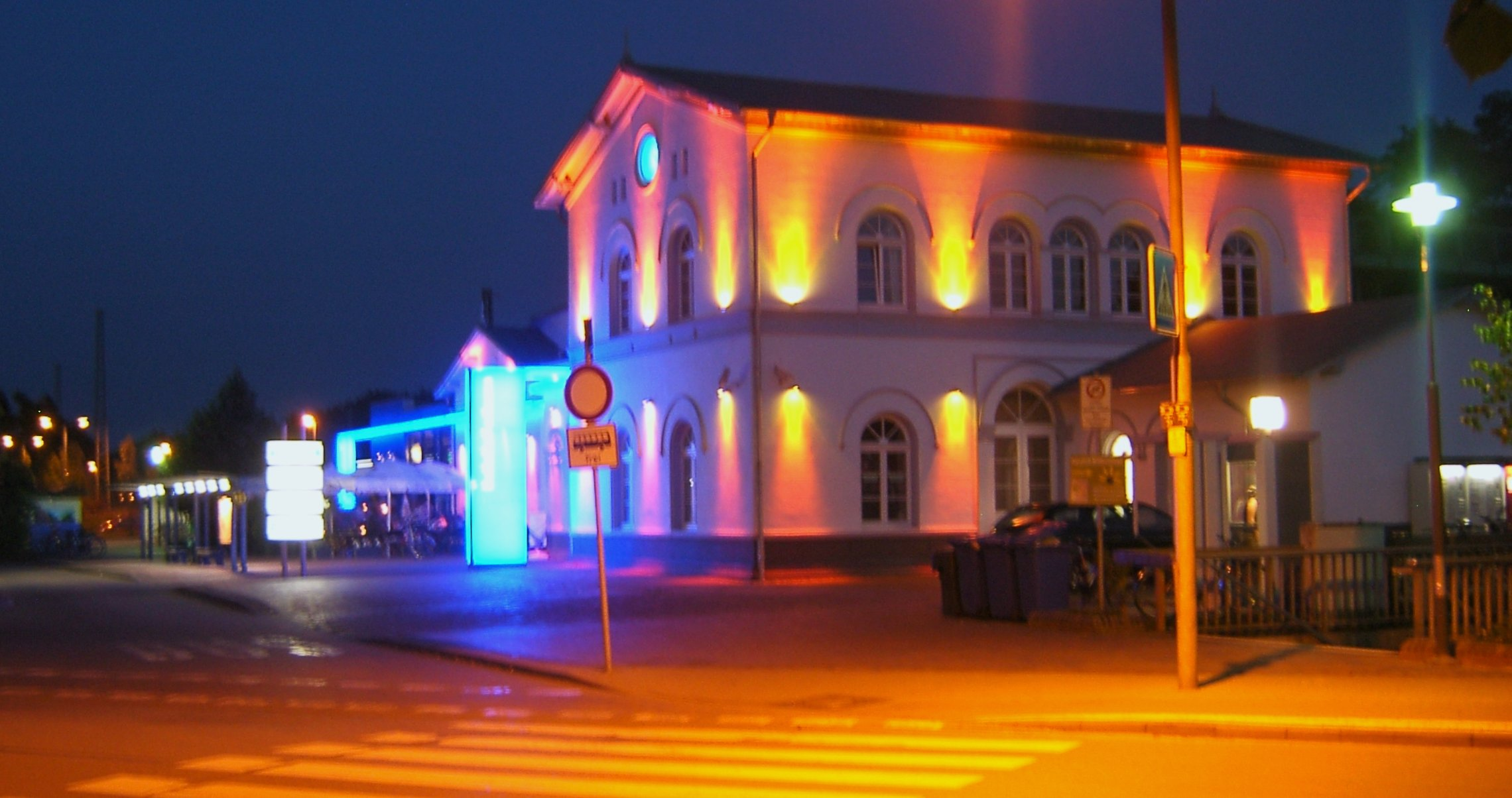
Bahnhof Winsen

Winsen liegt an der Bahnstrecke Lehrte–Hamburg-Harburg. Der Bahnhof Winsen (Luhe) wird von der Regionalexpresslinie RE 3 (Hamburg–Uelzen–Hannover) und der Regionalbahnlinie RB 31 (Hamburg–Lüneburg) der Metronom Eisenbahngesellschaft bedient. Winsen ist keine Station im Fernverkehrsnetz der Bahn mehr, die nächstgelegenen Fernbahnhöfe befinden sich in Lüneburg und Hamburg-Harburg.
Die Bahnstrecke Winsen–Niedermarschacht wurde bis Mai 1966 auch im Personenverkehr bedient, sie wird gegenwärtig nur von Güterzügen befahren. Die Osthannoverschen Eisenbahnen wickelten den Güterverkehr in Winsen ab. Durch Winsen wird auch im Verkehr zu den Nord- und Ostsee-Häfen und zum Rangierbahnhof Maschen ein großer Teil des DB-Güterverkehrs geführt. Die stark befahrene Strecke zwischen Stelle und Lüneburg wurde mit einem dritten Gleise ausgebaut.
Güter- und touristischem Bedarfsverkehr dient die Museumseisenbahn auf der Bahnstrecke Winsen–Hützel.

#### Busverkehr
Mehrere Buslinien mit stündlich oder seltener fahrenden Linien erschließen das Stadtgebiet und das Umland. Für Fahrten ausschließlich in der Winsener Kernstadt steht der WinsenBus zur Verfügung. An Sonn- und Feiertagen findet kein Busverkehr statt. Träger der Busverkehre ist die KVG Stade, deren Gesellschafter die Verkehrsunternehmen Osthannoversche Eisenbahnen (OHE) mit Sitz in Celle sowie Eisenbahnen und Verkehrsbetriebe Elbe-Weser (EVB) in Zeven sind, ferner die Verkehrsbetriebe Osthannover (VOG), deren Linien entlang der OHE-Güterbahnstrecken verlaufen. Der ÖPNV-Verkehr wird ergänzt durch das On-Demand-System elbMobil, das nicht nur Winsen und die Elbmarsch, sondern auch alle Winsener Ortsteile anfährt.
Seit dem 12. Dezember 2004 gehört Winsen als Teil des Landkreises Harburg gemeinsam mit dem Landkreis Lüneburg zum Hamburger Verkehrsverbund.

#### Radverkehr
Auf Grund von Topografie und Kürze der Wege hat Winsen einen Radverkehrsanteil an allen Wegen der Einwohner, der über dem Bundesdurchschnitt liegt. Für das Stadtgebiet wurde ein Radverkehrskonzept beschlossen, von dem jährlich Maßnahmen umgesetzt werden. Dazu stehen jährlich um 200.000 Euro zur Verfügung. Durch das Stadtgebiet verlaufen die mit Fahrrad-Wegweisung versehenen Radfernwege Elberadweg, Luheradweg und Ilmenauradweg, jeweils entlang der Flussläufe, der Elberadweg entlang des Südufers der Elbe bis zur Fähre Hoopte-Zollenspieker.

#### Schifffahrtsverkehr
Als nahe Wasserstraßen dienen die Elbe und der Ilmenaukanal dem Transportwesen.
Die Auto-Elbfähre Zollenspieker verbindet Winsen mit ihrem Anleger in Hoopte mit dem südlichen Hamburger Stadtteil Kirchwerder.
Ein bedeutender Fluss für Winsens Natur ist die Luhe – einer der saubersten Flüsse Deutschlands. Die Luhe entspringt in der Nähe von Bispingen, ehe sie südlich von Putensen die Grenze zum Landkreis Harburg erreicht. Vorbei am Ort Luhmühlen über Garstedt erreicht der Flusslauf Winsen. Die Luhe durchfließt das gesamte Stadtgebiet. Im unteren Flusslauf fließt sie in die Ilmenau. Abgesehen von der Sportschifffahrt ist die Luhe nicht schiffbar.

#### Luftverkehr
Die Flughäfen Hamburg, Hannover und Lübeck-Blankensee binden Winsen an das internationale Luftverkehrsnetz an.

## Persönlichkeiten

### Ehrenbürger der Stadt Winsen
- 1929 Gustav von Somnitz (1859–1941), 1888–1925 Bürgermeister, erster Ehrenbürger der Stadt Winsen
- 1936 Julius Schröder (1859–1946), langjähriges Ratsmitglied, Ehrenkommandeur des Schützenkorps Winsen, Ehrenobermeister der Bäckerinnung
- 1961 Wilhelm Rohlandt (1882–1963), Bürgermeister von 1946 bis 1948.
- 1971 Fritz Broistedt (1893–1972), Bürgermeister von 1948 bis 1952 und 1956–1971
- 1984 Heinrich Riedel (1910–1992), Bürgermeister von 1972 bis 1984.
- 2002 Gustav Schröder (1926–2018), Bürgermeister von 1984 bis 2001.

### Söhne und Töchter der Stadt

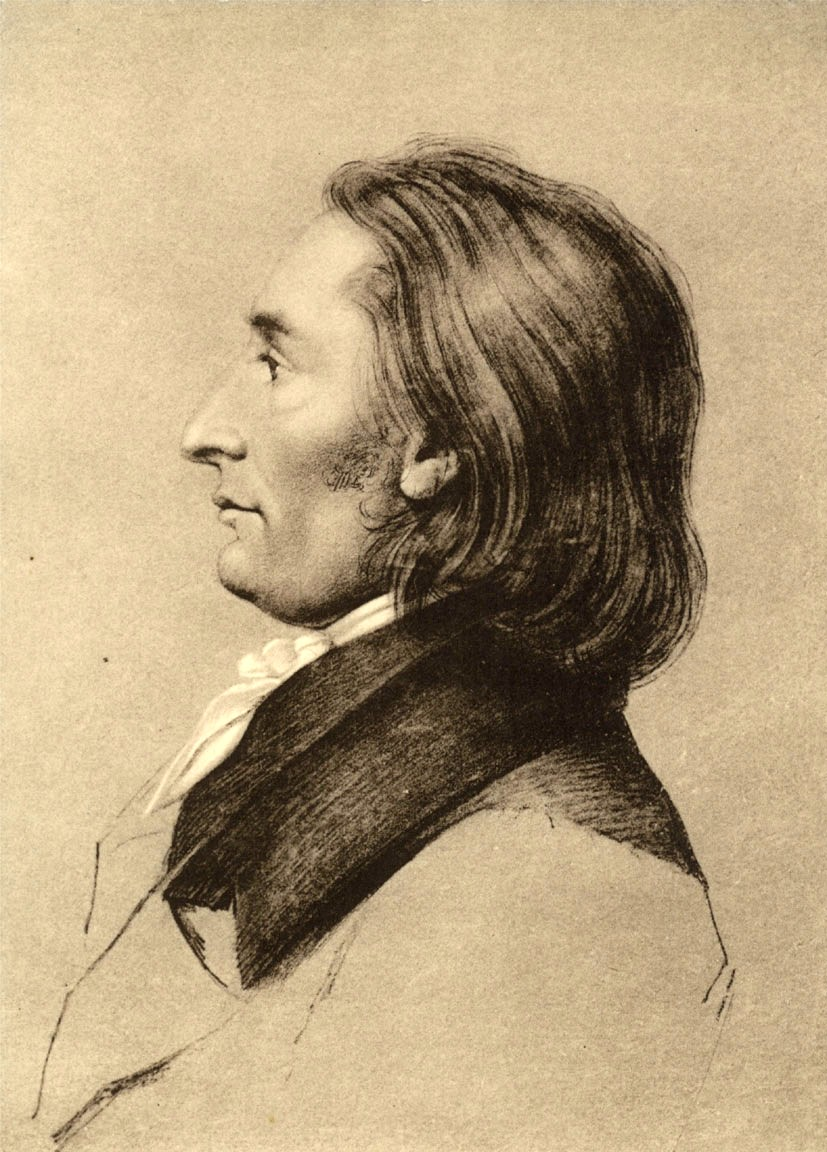
Johann Peter Eckermann

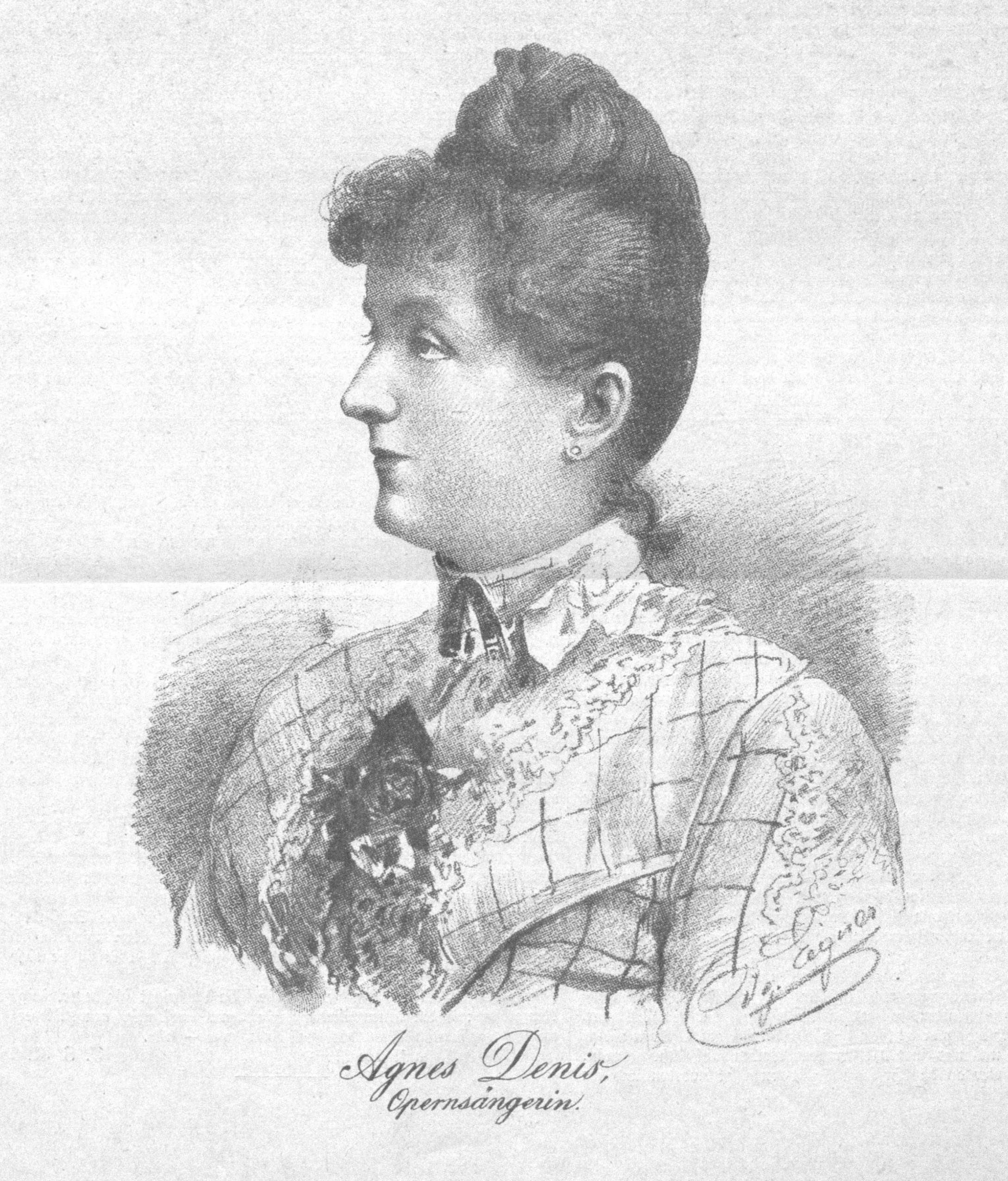
Agnes Stavenhagen

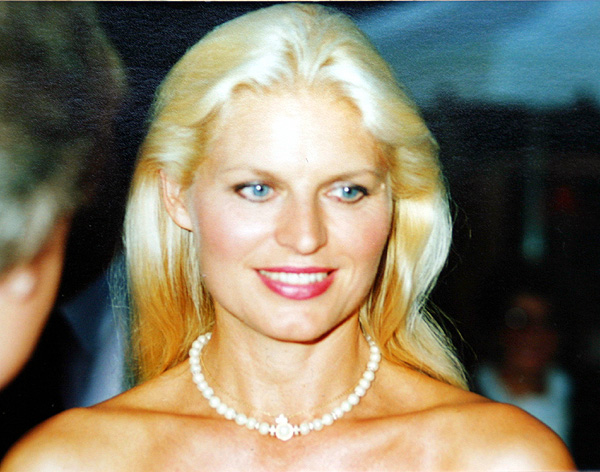
Marlène Charell

- Erik von Winsen († 1391), erster eigentlicher Bischof von Przemyśl[87]
- Christian Wilhelm Flügge (1772–1828), lutherischer Theologe
- Johann Peter Eckermann (1792–1854), Dichter und Freund Goethes
- George Wilhelm Glimmann (1802–1876), Finanzbeamter und Ornithologe
- Wilhelm Moritz Keferstein (1833–1870), Professor der Zoologie und vergleichenden Anatomie in Göttingen
- Gustav Augspurg (1837–1906), Rechtsanwalt und Bürgermeister von Lehe
- Rudolf Sievers (1841–1921), Kaufmann, Senator und Reichstagsabgeordneter (NLP)
- Eduard Schlöbcke (1852–1936), Baurat, Regierungsrat
- Hugo Haase (1857–1933), Karussellbauer
- Erdmann Hartig (1857–1925), Architekt, Gewerbeschulrat und Professor
- Agnes Stavenhagen, geb. Denninghoff (1860–1945), Sopranistin und Kammersängerin
- Ernst Preczang (1870–1949), Autor und Mitbegründer der Büchergilde Gutenberg
- Franz Evers (1871–1947), Autor und Herausgeber der Monatsschrift „Litterarische Blätter“
- Friedrich Meinecke (1873–1913), Bildhauer, der in Freiburg im Breisgau wirkte
- Georg Eppen (1874–1974), Papierfabrikant
- Wilhelm Burkamp (1879–1939), Philosoph
- Willem Fricke (1928–2009), Schauspieler
- Erich Brüggemann (1928–2019), freischaffender Künstler, bekannt durch Intarsien, Bildhauerei, Malerei, Zeichnung, Tischlerei
- Jürgen Peter Ravens (1932–2012), Journalist, Zeitungsverleger und Autor
- Hans-Peter Voigt (1936–2014), Politiker (CDU) und Mitglied des Deutschen Bundestages
- Björn-Hergen Schimpf (* 1943), Hörfunk- und Fernsehmoderator
- Monika Wörmer-Zimmermann (* 1944), Politikerin (SPD) und Landtagsabgeordnete
- Marlène Charell (* 1944), Tänzerin, Sängerin und Moderatorin
- Manfred Gailus (* 1949), Historiker
- Hans-Henning Lühr (* 1950), Dipl.-Verwaltungswirt, Politiker (SPD), Jurist und Staatsrat in Bremen
- Rudolf Meyer (* 1953), Landwirtschaftsmeister, Politiker (CDU), Mitglied des Deutschen Bundestags
- Andreas Ole Ohlendorff (* 1958), Maler, freischaffender Künstler, Kulturpreisträger 2009 des Landkreises Harburg
- Karin Seick (* 1961), Schwimmerin und Olympiateilnehmerin
- Regina Weber (* 1963), Turnerin und Olympiateilnehmerin
- Uwe Feiler (* 1965), Politiker (CDU)
- Dörte Lyssewski (* 1966), Theaterschauspielerin, Nestroypreisträgerin
- Ulrich Koch (* 1966), Schriftsteller
- Dirk Wojewsky (* 1972), Fußballspieler
- André Wiese (* 1975), Politiker (CDU), ehemaliger Landtagsabgeordneter, Bürgermeister der Stadt Winsen seit 2011
- Sanny van Heteren (* 1977), Schauspielerin und Regisseurin
- Birte Gutzki-Heitmann (* 1977), Möbeltischlerin, Politikerin (SPD), Mitglied der Hamburger Bürgerschaft
- Esther Möller (* 1977), Leichtathletin
- Benjamin Maack (* 1978), Journalist und Autor
- Timo Schierhorn (* 1979), Videokünstler und Filmemacher
- Arne-Torben Voigts (* 1981), Journalist und Moderator
- Norman Martens (* 1986), Eishockeyspieler
- Hendrik Helmke (* 1987), deutsch-brasilianischer Fußballspieler
- Patrick Müller (* 1988), Schauspieler
- Tobias Nolde (* 1998), Radrennfahrer
- Julian Rieckmann (* 2000), Fußballspieler

### Weitere Persönlichkeiten mit Verbindung zur Stadt
- Wulbrand von Oberg (vor 1479 – 1523), Dompropst in Osnabrück, Propst in Einbeck und Braunschweig,[88] päpstlicher Notar an der Rota. Seine Tätigkeit als Amtshauptmann auf dem Winsener Schloss ist von 1506 bis 1513 belegt.[89]
- Herzogin Dorothea von Braunschweig-Lüneburg (1546–1617) erhielt 1592 Schloss und Amt Winsen als Witwensitz und ließ es umbauen.
- Philipp Nicolai (1556–1608) hielt sich mehrmals bei Herzogin Dorothea im Schloss auf. Eine Predigt, die Nicolai in der Schlosskapelle hielt, ist heute noch erhalten.[90]
- Johann t’Serclaes von Tilly (1559–1632), Heerführer der Katholischen Liga und ein namhafter Feldherr des Dreißigjährigen Krieges. Im September 1627 wurde der, bei dem Gefecht am Pinneberger Schloss verletzte Tilly zur Genesung in das Winsener Schloss gebracht. Johannes Brahms

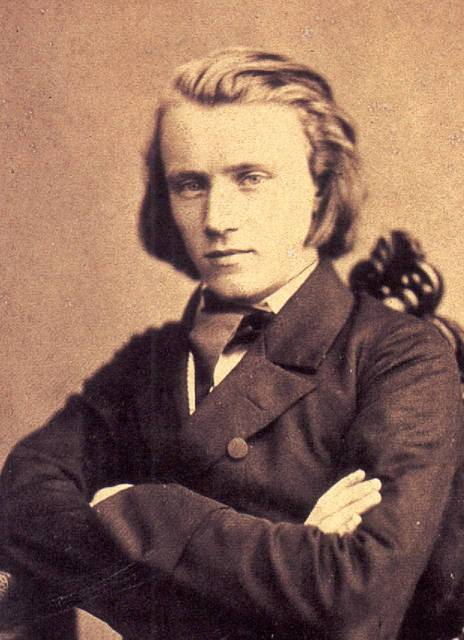
Johannes Brahms

- Johann Friedrich Hodann (1674–1745), Theologe und Pädagoge, Förderer des Schulwesens in Winsen; zeitweise Sekretär Gottfried Wilhelm Leibniz, wirkte ab 1715 als Rektor der Winsener Stadtschule
- Dietrich Georg von Kieser (1779–1862), Mediziner und Psychiater, ließ sich 1804 in Winsen nieder und praktizierte hier bis 1806 als Arzt.
- Johannes Brahms (1833–1897), Komponist; 1847–53 besucht der junge Johannes Brahms oft die Papierfabrikantenfamilie Giesemann in der Deichstraße. Elise Giesemann ist seine Jugendfreundin, mit der er noch im Alter in Briefkontakt stand.
- Ernst von Salomon (1902–1972), Schriftsteller und Mitglied der rechtsterroristischen Organisation Consul, lebte bis zu seinem Tode am Stöckter Deich
- Josef Müller-Marein (1907–1981), Journalist und Schriftsteller, lebte in Stöckte
- Gudrun Pausewang (1928–2020), Schriftstellerin; fand am 4. November 1945 in Winsen eine erste sichere Bleibe nach der Vertreibung aus der Tschechoslowakei
- Guido Neumann (1932–2009), Direktor des Winsener Amtsgerichts und TV-Jurist aus Streit um drei
- Susi Dorée (1941–2022), Schlagersängerin
- Wolfgang Kahle (* 1954 in Oldershausen) seit 1973 freischaffender Künstler in Winsen, Mitbegründer der Gruppe „Kunstasyl“, Initiator der „Winsener Kulturtage“[91]
- Carsten Schmidt (* 1963 in Lüneburg), Manager (u. a. bei Sky Deutschland und Hertha BSC), aufgewachsen in Winsen
- Bernd Lucke (* 1962 in Berlin), Ökonom und Politiker, Mitbegründer der AfD und der LKR
- Jala Gangnus (* 1986 in Lüneburg), Leichtathletin, aufgewachsen in Winsen, dort begann auch ihre sportliche Karriere zunächst als Handballspielerin
- Jana Sussmann (* 1990 in Hamburg), Leichtathletin, aufgewachsen im Winsener Ortsteil Tönnhausen, 2011 Deutsche Meisterin über 3000 m Hindernis